# Ohligs
Ohligs ist der westlichste Stadtteil der nordrhein-westfälischen Großstadt Solingen. Er gehört dem Stadtbezirk Ohligs/Aufderhöhe/Merscheid an, der mit über 43.000 Einwohnern ein beliebter Wohn- und Arbeitsort an der Rheinschiene zwischen Düsseldorf und Köln ist.
Als die Bergisch-Märkische Eisenbahngesellschaft in den 1860er-Jahren eine Bahnstrecke zwischen dem damaligen Bahnhof Haan (heute Haan-Gruiten) und dem damaligen Bahnhof Deutz (heute Bahnhof Köln Messe/Deutz) realisieren wollte, wurde 1867 für die neue Bahnstrecke ein Bahnhof (heute Solinger Hauptbahnhof) gebaut. Der Bahnhofsneubau hatte ein enormes Bevölkerungswachstum in Ohligs zur Folge. Konjunkturell entwickelte sich die ehemalige Hofschaft so stark, dass die damaligen Kommunalpolitiker der Bürgermeisterei Merscheid beschlossen, Merscheid in Ohligs umzubenennen. Die Umbenennung erfolgte am 11. August 1891. Aus der einstigen Hofschaft entstand eine wirtschaftlich florierende Kleinstadt im Landkreis Solingen.
Am 1. August 1929 wurde durch einen politischen Beschluss und gegen den Willen der Ohligser Bürgerschaft Ohligs mit den Städten Gräfrath, Höhscheid, Wald und Solingen zur neuen Großstadt Solingen zusammengelegt. Mit den Stadtteilen Aufderhöhe und Merscheid entstand in der Folge der bevölkerungsreichste Solinger Stadtbezirk Ohligs/Aufderhöhe/Merscheid.

## Geographie

### Lage

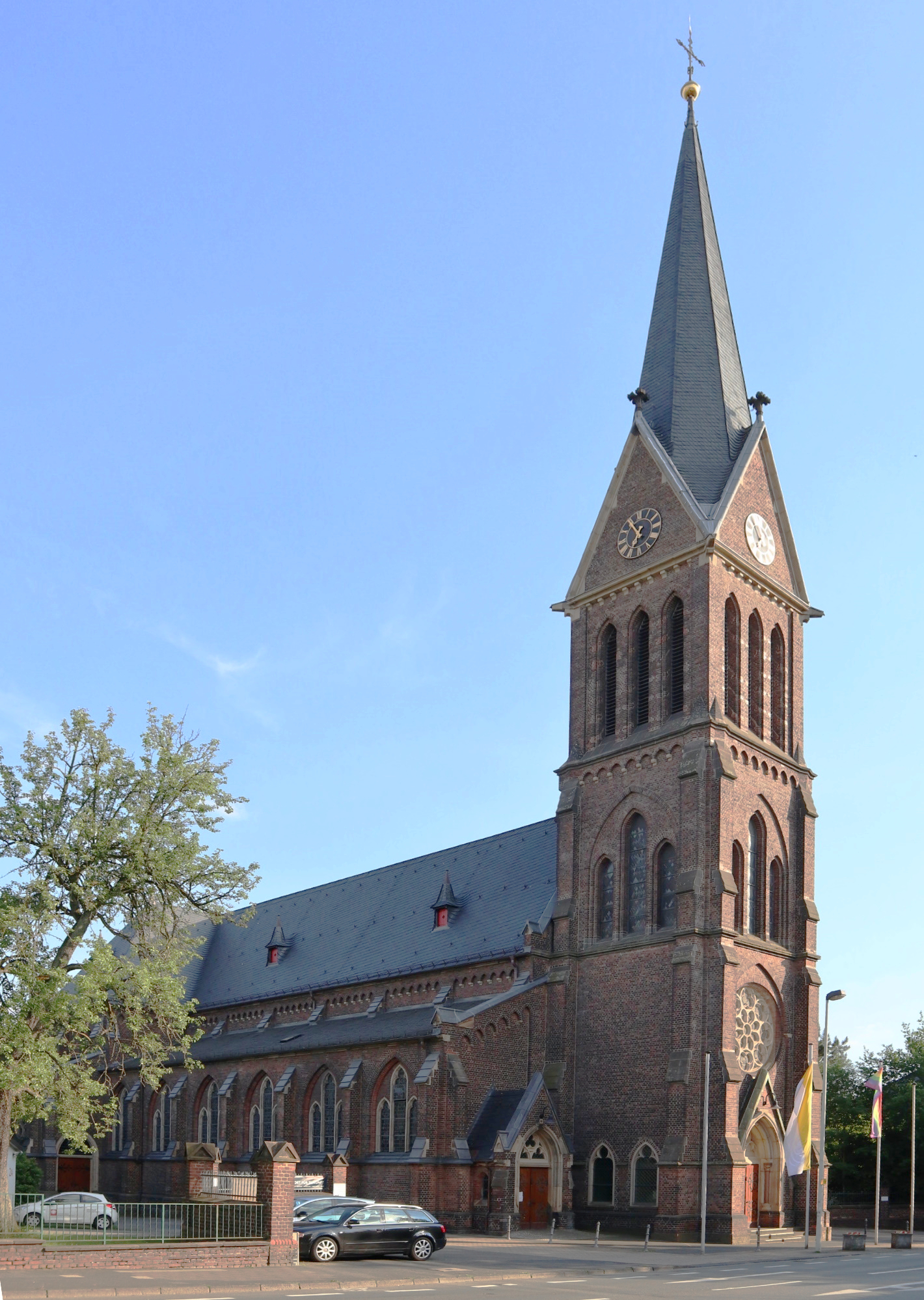
Die katholische Kirche St. Joseph steht auf Ohligs‘ höchster geographischer Erhebung

Ohligs ist Teil der Mittelbergischen Hochflächen. Die Gesteine bestehen hauptsächlich aus Devonischem Schiefer, Grauwacke und Sandstein. Nach Westen fällt der Stadtteil mit deutlicher Neigung zur Bergischen Heideterrasse ab. Ohligs liegt auf ca. 100 Meter über Normalhöhennull. Der Stadtteil ist relativ flach und im Naherholungsgebiet Ohligser Heide befindet sich Solingens tiefster Punkt, er liegt 53 Meter über dem Meeresspiegel. Der höchste Punkt befindet sich an der oberen Hackhauser Straße am Standort der heutigen Pfarrkirche St. Joseph.

### Nachbarstadtteile und -städte
Direkte Nachbarstädte von Ohligs sind im Norden Haan und im Südwesten Langenfeld. Im Osten sind es die Solinger Stadtteile Wald, Merscheid und Höhscheid, im Süden ist es der Solinger Stadtteil Aufderhöhe, der angrenzt. Die Entfernung zum Solinger Stadtzentrum beträgt ca. 9 Kilometer. 
Unmittelbar angrenzende Zwillingsstadt von Ohligs ist im Nordwesten die Stadt Hilden (ca. 57.000 Einwohner). Hilden und Ohligs sind in den letzten Jahrzehnten zu einem gemeinsamen Stadtraum zusammengewachsen. Nur durch die unterschiedliche Benennung der Landesstraße 85, die auf Hildener Stadtseite Walder Straße und in Ohligs Hildener Straße heißt, ist die Stadtgrenze erkennbar.
| Hilden     | Haan                                        | Wald      |
| Hilden     | Kompassrose, die auf Nachbargemeinden zeigt | Merscheid |
| Langenfeld | Aufderhöhe                                  | Höhscheid |

Ohligs liegt ca. 20 Kilometer südöstlich von Düsseldorf und ca. 33 Kilometer nördlich von Köln.

### Klima
Ohligs liegt im nordwestdeutschen Klimabereich, was zu normal warmen Sommern und relativ milden Wintern führt. Einflüsse der örtlichen Topografie führen dabei zu unterschiedlichen Ausprägungen der Klimaparameter Temperatur und Niederschlag. So kommt es oft im Winter vor, dass im wesentlich höher gelegenen Solingen-Gräfrath einige Zentimeter Neuschnee fallen, während es zeitgleich im geografisch tieferen und flacheren Ohligs regnet. Die Jahresmitteltemperatur liegt bei 10,2 °C.
|                        | Jan | Feb | Mär  | Apr  | Mai  | Jun  | Jul  | Aug  | Sep  | Okt  | Nov | Dez |   |      |
| Mittl. Temperatur (°C) | 3,1 | 4,1 | 6,3  | 9,8  | 13,5 | 17,6 | 18,7 | 18,1 | 14,5 | 10,9 | 6,7 | 5,5 | ⌀ | 10,8 |
| Mittl. Tagesmax. (°C)  | 5,6 | 7,7 | 10,7 | 15,3 | 19,0 | 23,0 | 24,5 | 23,9 | 20,2 | 15,0 | 9,8 | 8,0 | ⌀ | 15,3 |
| Mittl. Tagesmin. (°C)  | 0,6 | 0,7 | 2,0  | 4,1  | 7,9  | 12,1 | 13,0 | 12,7 | 9,6  | 7,2  | 3,5 | 2,9 | ⌀ | 6,4  |
|                        |     |     |      |      |      |      |      |      |      |      |     |     |   |      |
| Niederschlag (mm)      | 125 | 102 | 93   | 50   | 53   | 82   | 67   | 85   | 76   | 74   | 105 | 113 | Σ | 1025 |
|                        |     |     |      |      |      |      |      |      |      |      |     |     |   |      |
| Sonnenstunden (h/d)    | 1   | 2   | 3    | 4    | 5    | 6    | 5    | 5    | 4    | 3    | 1   | 1   | ⌀ | 3,3  |
|                        |     |     |      |      |      |      |      |      |      |      |     |     |   |      |
| Regentage (d)          | 21  | 16  | 18   | 15   | 13   | 15   | 14   | 15   | 15   | 16   | 18  | 20  | Σ | 196  |

| 0,6 |

| 0,7 |

| 2,0 |

| 4,1 |

| 7,9 |

| 12,1 |

| 13,0 |

| 12,7 |

| 9,6 |

| 7,2 |

| 3,5 |

| 2,9 |

| 0,6 |

| 0,7 |

| 2,0 |

| 4,1 |

| 7,9 |

| 12,1 |

| 13,0 |

| 12,7 |

| 9,6 |

| 7,2 |

| 3,5 |

| 2,9 |

### Naturräume

#### Ohligser Heide

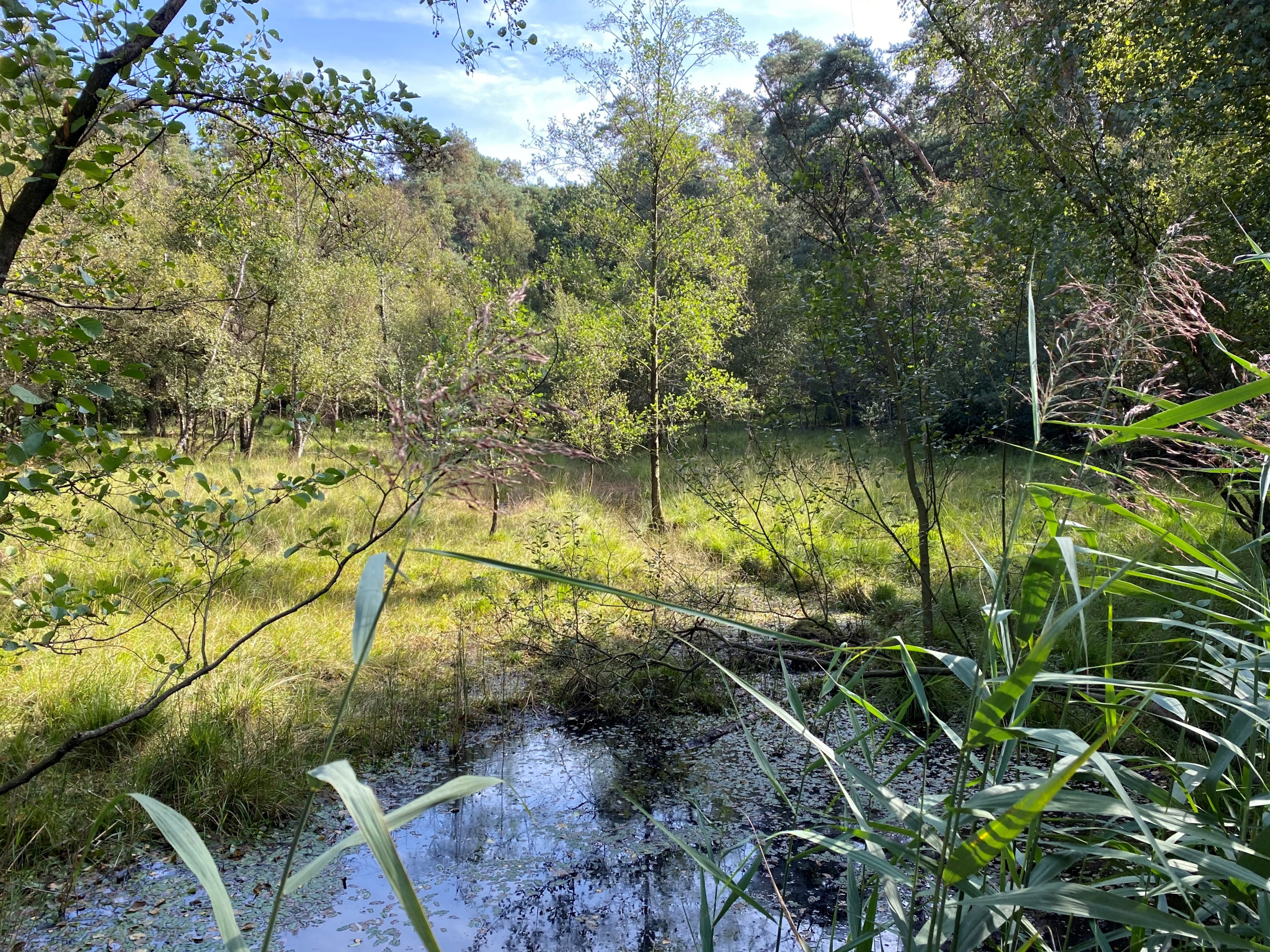
Heidemoorlandschaft in der Ohligser Heide

Die 1,47 km² große Ohligser Heide war bis Mitte des 20. Jahrhunderts eine unbewaldete Heidelandschaft. Im Zuge von Aufforstungsmaßnahmen zwischen 1877 und 1914 bildet sie heute den größten Fichtenwald in Solingen. Der jetzige (reine) Fichtenwald soll teilweise in eine Feuchtheide mit Birken, Eichen und Buchen zu einem neuen Biotop umgewandelt werden.
Biologen, Landschaftsbauer und Forstwirte entnehmen dazu ortsfremde Pflanzenarten und legen neue Gewässer an. Seit 1998 ist die Ohligser Heide bei der Europäischen Union als Fauna-Flora-Habitat-Gebiet gemeldet. Damit verbunden ist die Verpflichtung, sowohl die typischen Pflanzen als auch die auf einer Heide lebenden Tierarten zu schützen. Die Pflege der Heidelandschaft ist eine dauerhafte Aufgabe, vor diesem Hintergrund werden seit 2002 Moorschnucken eingesetzt. Ihre Aufgabe ist es, die Heidegräser kurz zu halten, um eine Bewaldung zu verhindern. Tagsüber wird die Herde von einem Schäfer mit ausgebildeten Hütehunden über die Flächen geführt. In der Nacht wird die Moorschnuckenherde durch einen Elektrozaun geschützt. Die Wiederherstellung der Ohligser Heide wird zu 100 % von der Europäischen Union und dem Land Nordrhein-Westfalen gefördert. Sie ist Teil des Projekts „Atlantische Sandlandschaften“. Die Heide ist durch zahlreiche Radwanderwege erschlossen und gilt wegen der dort vorkommenden Arten als ein Naturschutzgebiet von besonderer Bedeutung.

#### Hackhauser Wald

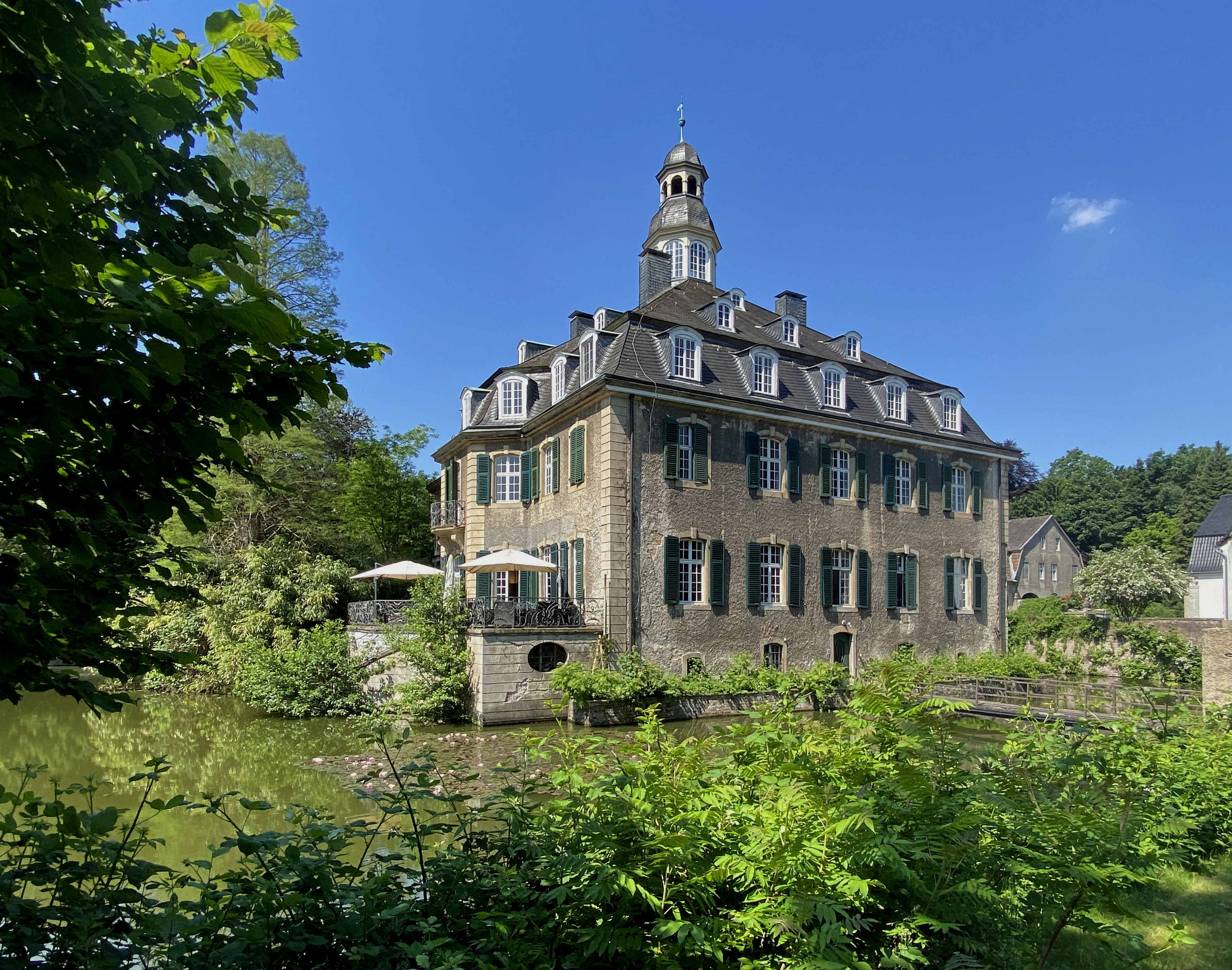
Schloss Hackhausen

Der Hackhauser Wald liegt südlich der Ohligser Heide zwischen Hilden und Ohligs. Der Name des Waldgebietes geht auf das dortige Wasserschloss Hackhausen zurück. Dieses Wasserschloss wurde durch einen Brand im Jahr 1887 völlig zerstört und im Jahr 1907 wiederhergestellt, heute wird es privat genutzt. Das Waldgebiet Hackhausen wird heute durch die Bonner Straße (Landesstraße 228) geteilt. Die Bonner Straße verbindet Ohligs mit dem Langenfelder Stadtteil Wiescheid.

#### Ittertal

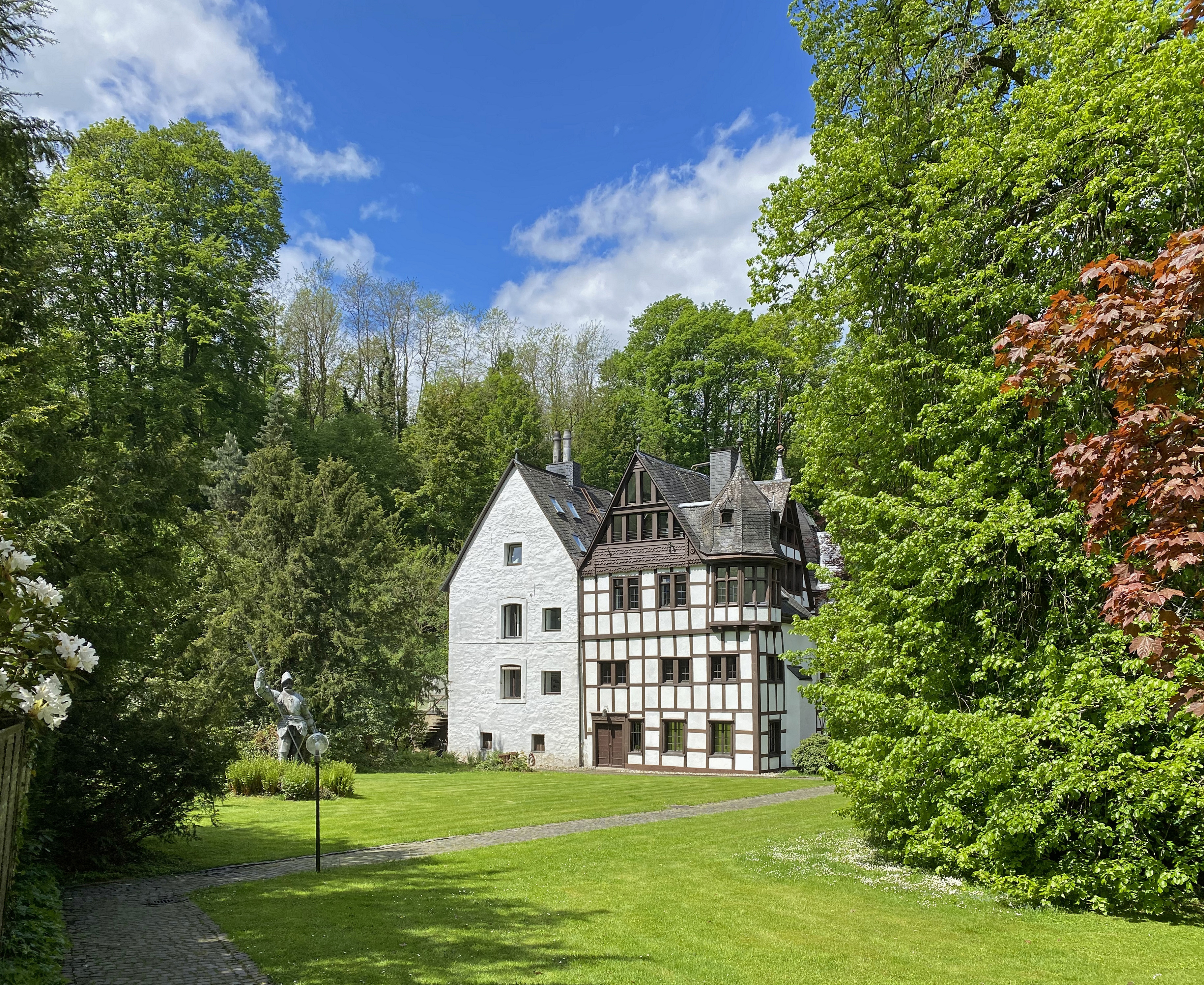
Schloss Caspersbroich im Ittertal

Das Ittertal ist ein ca. 2 km breiter und 10 km langer Talraum entlang des namensgebenden Baches Itter. Im Regionalplan wird dieser Raum auch als Grünzug Solinger Bachtäler bezeichnet. Die Itter hat in Solingen-Gräfrath mehrere Quellbäche und mündet ca. 20 km weiter südwestlich bei Düsseldorf-Benrath in den Rhein. In den Jahren der Industrialisierung ist das Tal häufig von den Rändern her bebaut worden, so dass jetzt nur noch ein relativ enger, aber naturbelassener Streifen entlang der Talsohle geblieben ist. Dieser Streifen stellt eine wertvolle Verbindung zwischen verschiedenen Biotopen dar, so dass ein Austausch von Flora und Fauna zwischen dem Tal der Wupper und dem Rhein möglich ist. Östlich des Bahndamms im Ittertal liegt das aus dem Mittelalter stammende Schloss Caspersbroich.

## Stadtteilbeschreibung
Der Solinger Stadtteil Ohligs liegt an der Rheinschiene zwischen Düsseldorf und Köln, er wurde und wird durch den Hauptbahnhof mit seinen vielen Verkehrsanbindungen geprägt. Die Ohligser Bevölkerung unterscheidet den Stadtteil in Mitte, Unterland und Oberland, wobei der Verlauf der Bahnstrecke die beiden letzteren voneinander trennt.

### Ohligs-Mitte
Der Hauptbahnhof und die direkt angrenzende Düsseldorfer Straße bilden heute gemeinsam das urbane Zentrum von Ohligs. Die Achse zwischen Hauptbahnhof und Ohligser Marktplatz prägt heute das Gemeindeleben im Stadtteil. Als reine Fußgängerzone hat die ca. 1 km lange Düsseldorfer Straße eine fast geschlossene Wohnbebauung mit zahlreichen Einzelhandelsgeschäften. Typisch sind vor allem die dreistöckigen Wohnhäuser aus der Zeit zwischen der Reichsgründung 1871 und dem Ersten Weltkrieg 1914. Auch viele denkmalgeschützte Fabrikantenvillen aus dieser Zeit befinden sich in Ohligs-Mitte, insbesondere entlang der Wilhelmstraße. An vielen Stellen konnte Ohligs-Mitte sein kleinstädtisches Flair mangels Zerstörungen im Zweiten Weltkrieg und trotz diverser Abbrüche in der Nachkriegszeit bewahren. Ein Großteil von Ohligs-Mitte gilt heute mit seiner Architektur als idealtypisch für eine deutsche Kleinstadt im Stil der Gründerzeit (1871–1914).

### Ohligs-Unterland
Das Unterland verläuft westlich des Hauptbahnhofes bis hin zur Stadt Hilden und wird von der Autobahn A 3 begrenzt. Diverse Wohngebiete kennzeichnen das Unterland, dessen Ursprünge in der Gründerzeit um 1870 liegen. Im Unterland befindet sich das öffentliche Freibad Heide, Solingens größter Spielplatz, der Engelsberger Hof und der Solinger Vogel- und Tierpark am Hermann-Löns-Weg sowie das Naturschutzgebiet Ohligser Heide.

### Ohligs-Oberland
Als Oberland wird der östliche Teil von Ohligs bezeichnet, der sich vom Hauptbahnhof aus bis zur Bebelallee erstreckt. Die Bebelallee bildet heute die östliche Stadtteilgrenze zu den Solinger Stadtteilen Wald und Merscheid. Die Gegend rund um die Suppenheide unmittelbar östlich des Hauptbahnhofs war lange Zeit industriell geprägt. Seit den 2010er Jahren erlebt sie einen Strukturwandel, bei dem ehemals brachliegende Industrieflächen einer neuen Nutzung weichen. So entstand dort 2016 die Firmenzentrale des Unternehmens Codecentric sowie 2019 das Galileum Solingen (Sternwarte mit Planetarium).

### Ortslagen und Wohnplätze

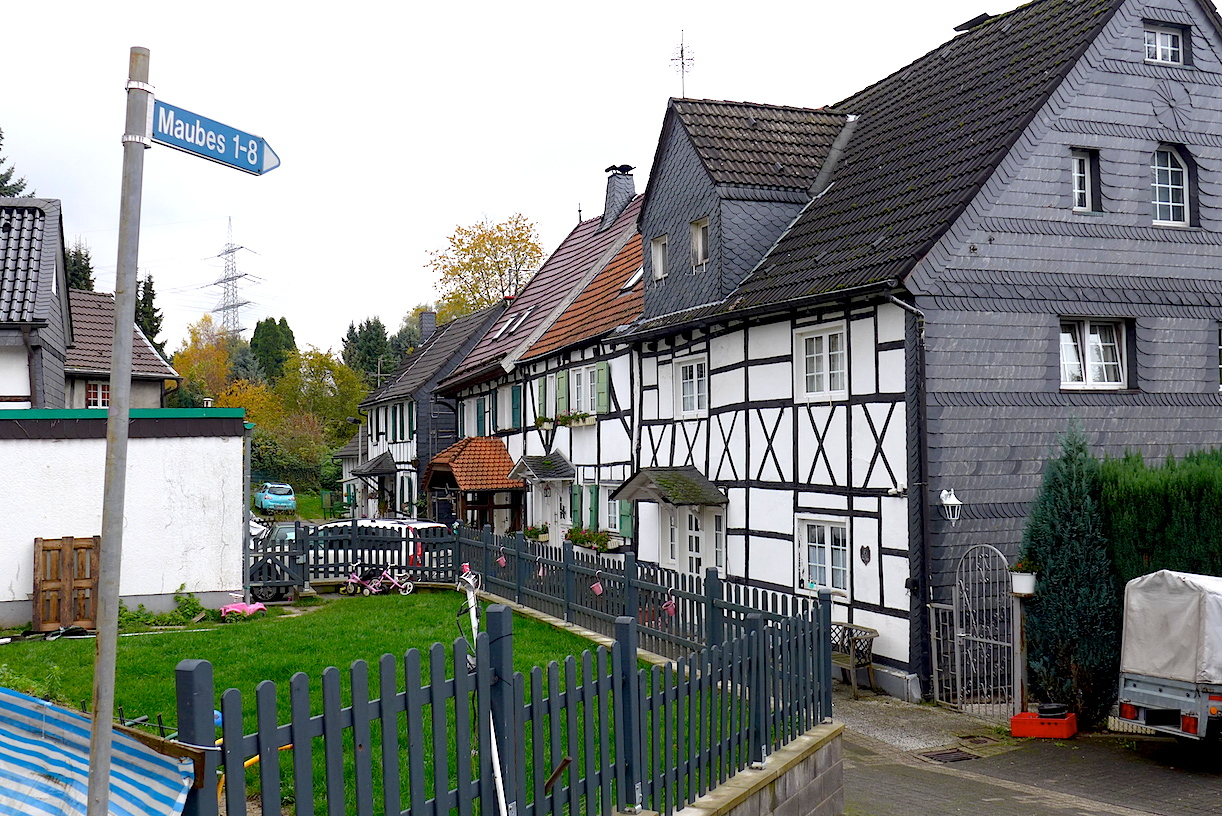
Hofschaft Maubes

Die frühere Stadt Ohligs bestand historisch aus vielen einzelnen Ortslagen und Hofschaften. So gibt es bis heute innerhalb des Stadtteils viele kleinere Orte mit eigener Ortsbezeichnung. Einige der genannten Orte sind jedoch am Ende des 19. Jahrhunderts in der wachsenden Stadt Ohligs aufgegangen, so dass ihre Namen heute nicht mehr gebräuchlich sind. Im Einzelnen liegen folgende Orte im Stadtteil Ohligs, auch wenn die Grenzen zu Aufderhöhe und Merscheid nicht klar definiert sind:
Altenufer, Anfang, Anker, Barl, Bauermannsheide, Blech, Bockstiege, Brabant, Broßhaus, Broßhauser Mühle, Caspersbroich, Deusberg, Diepenbruch, Dunkelnberg, Engelsberg, Engelsberger Hof, Götsche, Hackhauser Hof, Hassels, Heide, Heiligenstock, Honigsheide, Hüttenhaus, Kalstert, Keusenhof, Klein-Holland, Kottendorf, Kovelenberg, Kuckesberg, Kullen, Maubes, Maubeshaus, Molterkiste, Monhof, Nassenweg, Neuenhaus, Neuenufer, Pannenschoppen, Piepers, Poschheide, Poschheider Mühle, Potzhof, Rennpatt, Scharrenberg, Scharrenbergerheide, Scharrenberger Mühle, Scheid, Schleifersberg, Schnittert, Siebelskamp, Suppenheide, Untenmankhaus, Wahnenkamp, Weissenhäuschen, Wilzhaus, Verlach

### Wohnungsmarkt
Ohligs wird für private Immobilieninvestoren immer attraktiver. Die Neubaukosten in Solingen pro Quadratmeter liegen bei ca. 3500 Euro (Stand 2021). Die Immobilienpreise in der Klingenstadt variieren zum Teil stark von Stadtteil zu Stadtteil, so kommt es oft vor, dass Immobilien der gleichen Art in Ohligs tendenziell teurer sind als z. B. in Solingen-Mitte. Die Solinger Stadtverwaltung unterstützt den privaten Wohnungsbau und hat dazu ein Kataster mit möglichen Baugrundstücken erstellt.
Laut Haus & Grund Ohligs e. V. melden sich für die Stadtteile Ohligs und Aufderhöhe auf eine freie Wohnung bis zu 90 potenzielle Neumieter, für Solingen-Mitte sind es weniger als 10 Interessenten. Die Kaltmieten in Ohligs liegen im Durchschnitt zwischen 8 und 12 Euro pro Quadratmeter. Die große Nachfrage nach Eigentumswohnungen wird im Solinger Stadtbezirk Ohligs/Aufderhöhe/Merscheid nach Meinung von Immobilienmaklern so lange andauern, wie an der Rheinschiene die Preise auf hohem Niveau stagnieren.

## Etymologie

Ohligs, mit seinen Nachbargemeinden (in den Grenzen bis 1929)

Etymologisch wurde die Wortherkunft für Ohligs bis heute nicht wissenschaftlich geklärt. Heimatforscher und Historiker sind sich in der Herkunft, Bedeutung und Verbreitung des Namens Ohligs uneins.
Die älteste nachweisbare schriftliche Nennung des Ortsnamens Ohligs wurde zum Ende des Dreißigjährigen Kriegs in einem Taufbuch von 1647 der Evangelischen Kirchengemeinde Solingen-Wald entdeckt. Der letzte hauptamtliche Bürgermeister von Ohligs, Paul Sauerbrey (1876–1932), vertrat die These:

„Den Ursprung des Namens unserer Stadt einwandfrei zu erklären, ist nicht möglich. Darüber haben sich die Geschichtsforscher gestritten und werden auch in der Zukunft kaum zu einer geschichtlich einwandfreien Erklärung kommen. Wie in vielen Fällen bei Gründungen von Gemeinwesen, wird auch im Falle unserer Stadt der Name eines Menschen sich fortgeerbt und der ersten Siedelung den Namen gegeben haben. Da heute noch der Name Ohliger in der Umgebung vertreten ist, hat diese Vermutung immerhin den Schein einer Möglichkeit.“

## Geschichte

### Ur- und Frühgeschichte
Auf heutigem Ohligser Gebiet gibt es nur wenige Bodenfunde aus vorgeschichtlicher Zeit. Dazu zählen der Fund eines Steinbeils an der Langhansstraße und der Fund eines Grabhügels mit germanischen Urnenscherben am Engelsberger Hof in der Ohligser Heide.:1

### Hochmittelalter bis zur französischen Besatzung (bis 1808)

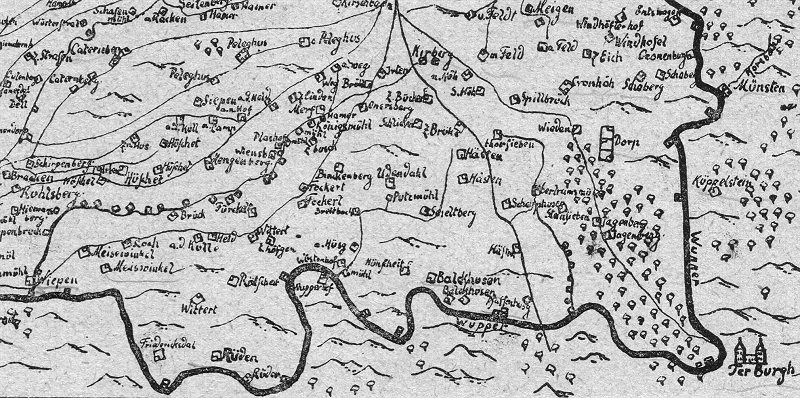
Karte von Erich Philipp Ploennies: Einzelhöfe (um 1715) im damaligen Großraum Solingen

Das heute zu Ohligs gehörende Gebiet war aufgrund seiner dichten Wälder und des unwegsamen Geländes lange unbesiedelt. Die ersten Ansiedlungen lassen sich jedoch bis in das 10. Jahrhundert zurückverfolgen. Im Viehbachtal, in der Nähe der Scharrenberger Mühle, fanden sich Siedlungsspuren aus dem 11. bis 12. Jahrhundert. Als erste Ohligser Hofschaften wurden 980 n. Chr. Barl und im Jahr 1224 Schnittert urkundlich erwähnt. Wie in der gesamten Region waren zunächst sogenannte Einzelhofbesiedlungen üblich.
Strukturierte Besiedlungen fanden ab dem 14. Jahrhundert statt.:1f. Die Ortschaft Ohligs wurde erstmals im Jahre 1647 in einem Taufbuch der Reformierten Kirchengemeinde Wald erwähnt. Der aus der ersten Siedlung hervorgegangene Olligs-Hof, der heute nicht mehr existiert, befand sich an der unteren Düsseldorfer Straße (heute Café Italia 90) und hatte an der Abzweigung zum Heiligenstock diverse Stallungen und Scheunen in Form von wenigen landwirtschaftlichen Nebengebäuden. Ein kurzes Straßenstück zwischen Eller- und Bonner Straße trägt heute den Namen Im Ohligs und erinnert an diese alte Hofbezeichnung.:1f.
Noch um 1715 hatte sich im Raum Ohligs kein Siedlungskern herausgebildet. Die Karte Topographia Ducatus Montani von Erich Philipp Ploennies aus dem Jahre 1715 weist lediglich diverse Einzelhöfe sowie vereinzelte Schleifkotten aus, die hauptsächlich an den Ufern von Vieh-, Loch- und Itterbach lagen. Die Geschichte der Hackhauser Mühle lässt sich bis in das Jahr 1639 zurückverfolgen. Erst 1715 genannt werden die Broßhauser Mühle und die Scharrenberger Mühle am Viehbach.:11 Von den insgesamt 41 Hofschaften, die dem Deutzer Fronhof im Jahre 1788 den Feld- und Sackzehnt ablieferten, lagen 19 auf dem Gebiet der späteren Bürgermeisterei Merscheid/Ohligs.:2f. Dies waren (heutige Schreibweise): Poschheide, Engelsberg, Untenmankhaus, Scharrenberg, Wahnenkamp, Suppenheide, Kullen, Rennpatt, Hüttenhaus, Bockstiege, Piepers, Ohligs, Scheid, Potzhof, Brabant, Diepenbruch, Broßhaus, Kottendorf und Kuckesberg. Den Fruchtzehnt hatten die Höfe Garzenhaus, Heipertz und Monhof abzuliefern.
Alle Hofschaften im damaligen Großraum Ohligs waren bis zur französischen Besatzung im Jahr 1808 dem Herzogtum Berg unterstellt.:3f.:4

### Französische Besatzung (1808–1815)

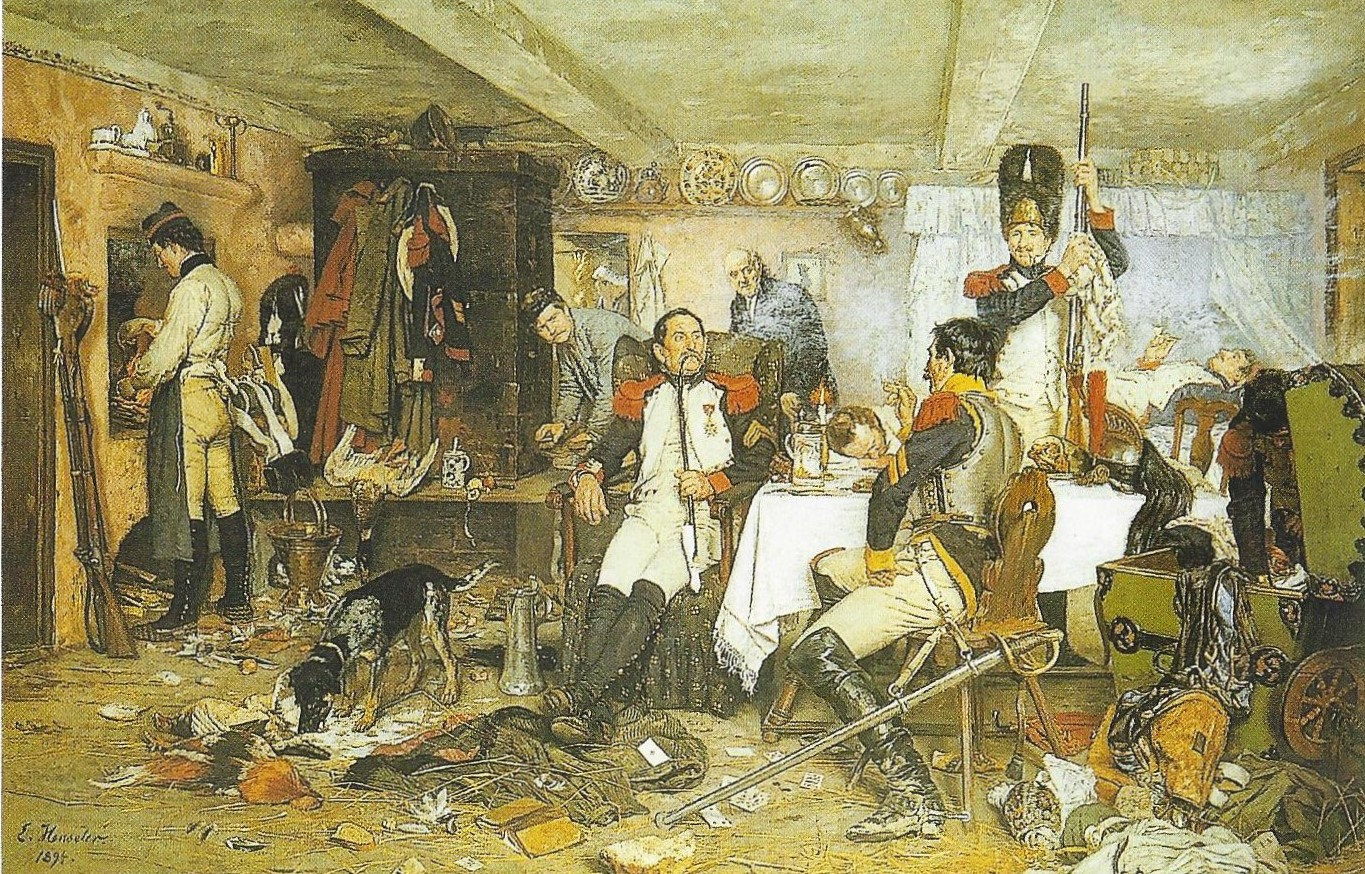
Aus der Franzosenzeit (1808–1815), Gemälde von Ernst Henseler

Das Herzogtum Berg gehörte zuletzt aufgrund von Erbfällen zum Besitz des bayerischen Königs Maximilian I. Joseph. Am 15. März 1806 trat er das Herzogtum Berg an den französischen Kaiser Napoleon I. im Tausch gegen das Fürstentum Ansbach ab. Unter Kaiser Napoleon wurde das Herzogtum Berg zum Großherzogtum und völlig säkularisiert. Napoleon ernannte Joachim Murat zum neuen Großherzog, der durch ein Dekret vom 13. Oktober 1807 die kommunalen Zuständigkeiten in seinem Großherzogtum neu regelte. Der deutsche Adel verlor seine Besitztümer auf Ohligser Gebiet und im Zuge einer kommunalen Neugliederung der Gebietskörperschaft wurde 1808 unter französischer Besatzungsmacht eine Mairie gegründet, die nach dem damals größten Dorf Merscheid benannt wurde. Das Ohligser Siedlungsgebiet stand damit ab 1808 unter Merscheider Verwaltung, das in Größe und Siedlungsverdichtung zu diesem Zeitpunkt noch bedeutsamer war als die benachbarte kleine Hofschaft Ohligs, die nur wenige Häuser zählte. Die Mairie Merscheid umfasste dabei das Gebiet der mittelalterlichen Honschaft Schnittert sowie Teile der mittelalterlichen Honschaften Barl, Bavert und Limminghoven im unteren Kirchspiel Wald.:1
Die Franzosenzeit endete mit Napoleons militärischer Niederlage in der Schlacht bei Waterloo 1815. Insgesamt war die französische Besatzungszeit, die im damaligen Großraum Solingen nur sieben Jahre dauerte (1808–1815), von wenigen Erfolgen geprägt. Vor allem gab es in der bergischen Bevölkerung, anders als in den linksrheinischen Gebieten Aachen, Köln und Bonn, keine wirklichen Unterstützer der frankophonen Reformpolitik. Der deutsche Landadel blieb aufgrund der mangelhaften Agrarpolitik kritisch, der Klerus verlor durch die Säkularisierung und Einführung der Gewaltenteilung massiv an Autorität und die Kaufmannsgilde, die eigentlich am meisten von den liberalen Wirtschaftsreformen profitieren musste, wurde durch die Napoleonischen Kriege und die damit wegbrechenden Absatzmärkte im Ausland eher geschwächt als gestärkt. Über 90 Prozent der damaligen Solinger Bevölkerung, speziell die einfachen Bauern und Handwerker, litten unter den französischen Repressalien. Insbesondere bekamen die Familien des Prekariats die Folgen der Zwangsrekrutierungen durch die Grande Armée zu spüren.

### Unter Merscheider Verwaltung (1815–1891)
Im Jahre 1815 wurde aus der Mairie Merscheid eine preußische Bürgermeisterei. Die neue Bürgermeisterei Merscheid wurde Teil des Kreises Solingen innerhalb des Regierungsbezirks Düsseldorf. Das Urkataster von 1830 zeigt für Ohligs und noch ausgeprägter für Merscheid deutliche Siedlungskernbildungen an. Um 1830 hat sich in Merscheid bereits eine Dorfstruktur ausgebildet, dort lebten zu diesem Zeitpunkt ca. 3.500 Menschen. Die Hofschaft Ohligs war zu Beginn der 1830er Jahre dünn besiedelt und rein landwirtschaftlich geprägt. Die Weyerstraße mit der Hofschaft Weyer wurde ab 1840 zu einem bevorzugten Wohngebiet und schnell zu einem Zentrum des Gemeindelebens. Dort hatten zunächst auch die Bürgermeister Merscheids ihren Amtssitz. Von 1817 bis 1848 wurden die Bürgermeistereien Merscheid und Wald in Personalunion verwaltet. Auf diese Weise konnten die Kosten für das Gehalt des Bürgermeisters geteilt werden.
Die Bürgermeistereien Merscheid und Wald bekamen im Zuge der preußischen Städteordnung am 24. September 1856 die Stadtrechte verliehen. Ohligs wurde dadurch zur größten Hofschaft der damals neuen Bürgermeisterei Merscheid.:2f.

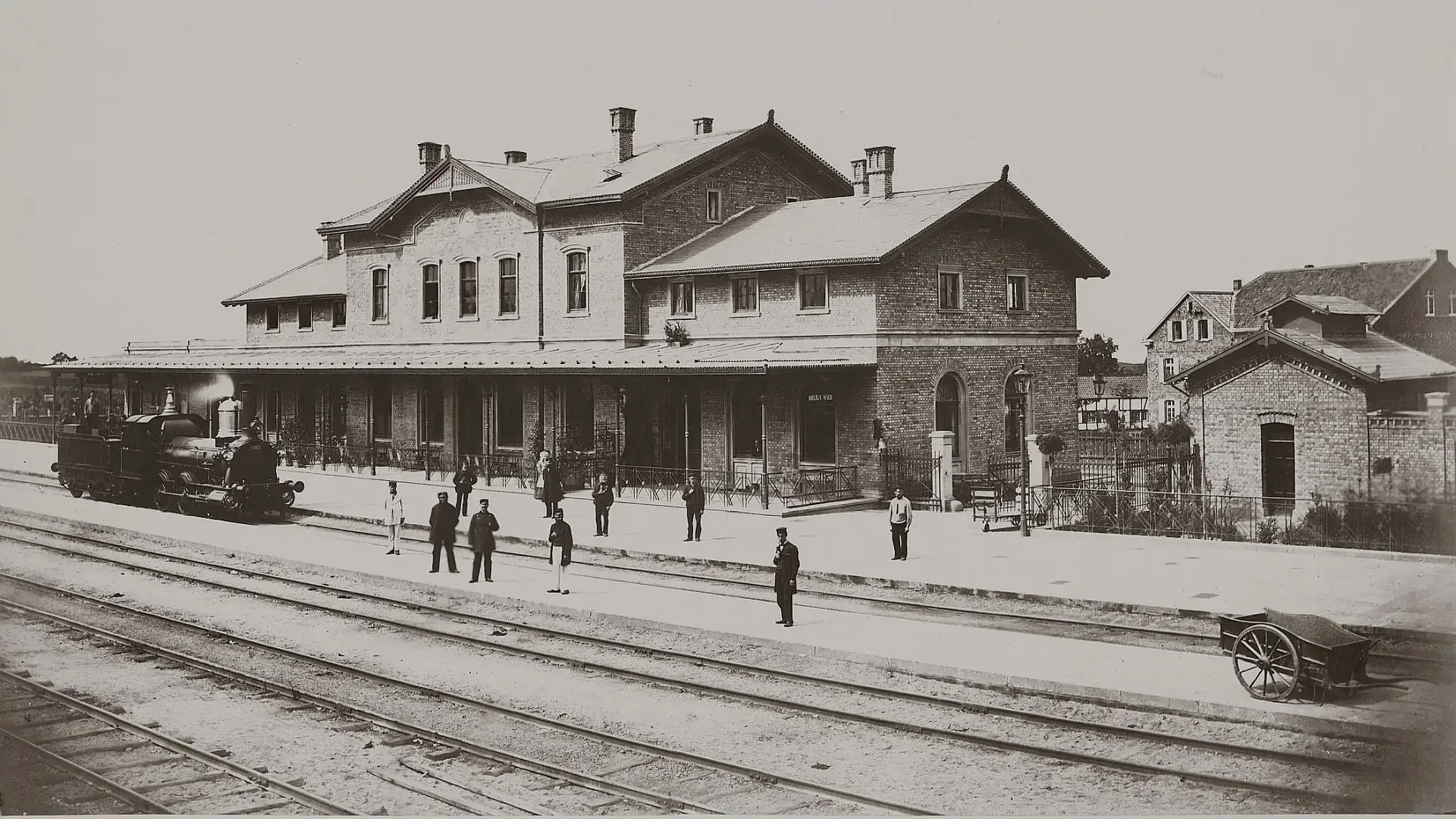
Der 1867 eröffnete Bahnhof Ohligs-Wald

Als die Bergisch-Märkische Eisenbahngesellschaft eine Bahnstrecke zwischen Haan-Gruiten und Köln-Deutz realisieren wollte, kam eine optimale Trassenführung nur über Ohligser Siedlungsgebiet infrage. Für den Bau des dafür notwendigen Bahndamms mussten teilweise umliegende Hofschaften weichen, darunter Teile von Kullen und Scharrenbergerheide. Als Bahnhofsstandort wählte man eine Freifläche nahe der Hofschaft Hüttenhaus. Der damals neue Bahnhof wurde am 25. September 1867 unter dem Namen Bahnhof Ohligs-Wald offiziell in Betrieb genommen. Der Bahnhof Ohligs-Wald war zusammen mit dem Bahnhof Weyersberg in Solingen der erste Bahnhof in Solingen. Der Anschluss an das Eisenbahnnetz bewirkte ein überdurchschnittliches Wirtschaftswachstum in der angrenzenden Hofschaft Ohligs. Die Lage westlich des Bahnhofs wurde ab den 1870er Jahren schnell zum bevorzugten Siedlungsgebiet, das sich mit Handel und Wohnen immer weiter verdichtete.

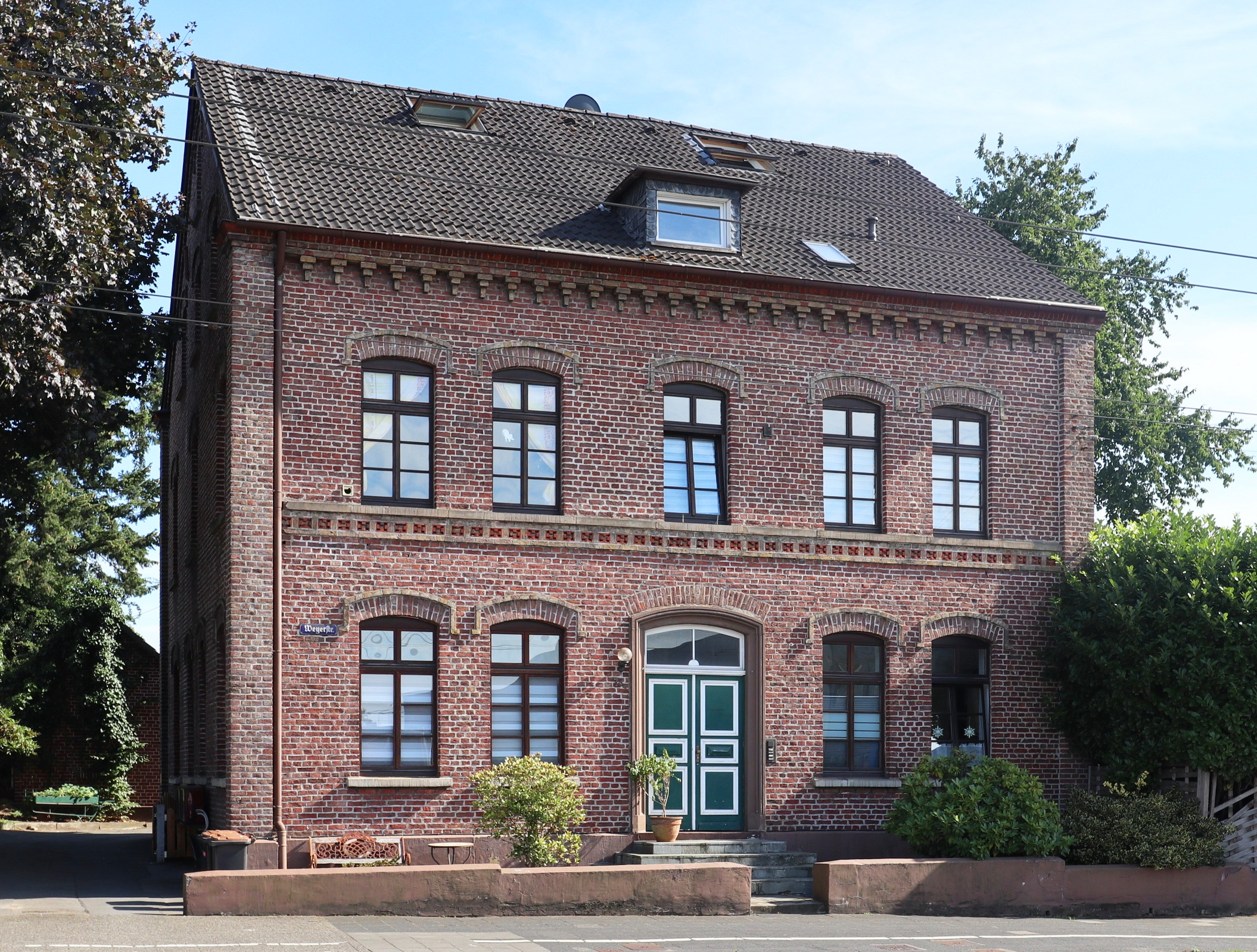
Erstes Merscheider Gemeindehaus an der Weyerstraße 75 (erbaut 1868)

Zur Anlage eines Wochenmarktes kaufte die Merscheider Stadtverwaltung im Jahre 1866 an der Aachener Straße ein Grundstück, welches heute als Ohligser Marktplatz genutzt wird. Im Jahre 1868 erfolgte der Bau eines ersten Rathauses, in Merscheid Gemeindehaus genannt, oberhalb der Hofschaft Engelsberg. Es wurde bis 1876 vom damaligen Bürgermeister Kelders benutzt. Um 1875 wurde ein Ortsstatut erlassen, das die Aufstellung von Fluchtlinienplänen vorsah.:3
Die Bahnstrecke trennte Ohligs in zwei Teile, das Oberland im Osten und das Unterland im Westen. Damit eine Querung der Strecke dennoch möglich war, errichtete die Bahngesellschaft in Höhe des Bahnhofs 1878 eine Seilbrücke von 48 Metern Länge und 1,50 Meter Breite. Diese Seilbrücke war aber für die Masse an Fußgängern viel zu eng und die Aufgänge zu steil. Im Jahre 1884 wurde eine neue Brücke aus Stein errichtet, die nun 2,05 Meter breit war und im Volksmund den Namen Jammerbrücke trug, da auch sie bei der Verkehrsbelastung nicht ausreichend war. Trotz Protesten in der Bevölkerung blieb die Brücke stehen. Sie wurde später als Brücke aus Beton neu gebaut und trägt seitdem den Namen Berliner Brücke.:57f. Nach dem Bau der Korkenzieherbahn erhielt die Stadt Wald im Jahre 1890 einen eigenen Bahnhof, so dass der Namenszusatz Wald in Ohligs entfiel und der Bahnhof von 1890 bis 1929 die offizielle Bezeichnung Bahnhof Ohligs trug. 1890 wurde Ohligs an das Telefonnetz angeschlossen.
Die katholische Kirchengemeinde in Ohligs hat ihren Ursprung um 1850 und zählte damals weniger als 100 Gemeindemitglieder. Die Ohligser Katholiken gehörten ursprünglich der Pfarrgemeinde St. Katharina in Wald an. Von 1862 bis 1891 bestand an der Scharrenberger Heide bereits eine erste katholische Kirche. Anfang der 1890er Jahre hatte die katholische Gemeinde in Ohligs schon über 700 Mitglieder. Aus diesem Grund errichtete die Gemeinde von 1891 bis 1893 an der Stelle der alten Kirche auf Ohligs' höchster geographischer Erhebung die heutige Pfarrkirche St. Joseph. Am 19. März 1893 wurde das Gotteshaus gesegnet und eingeweiht. Das katholische Gotteshaus wurde im Stil der Backsteingotik mit fünf Portalen gebaut. Die Kirche ist heute mit ihrem ca. 27 Meter hohen Glockenturm ein Ohligser Wahrzeichen.
Die katholischen Kirchengemeinden St. Joseph (Ohligs), St. Katharina (Wald), St. Mariä Empfängnis (Merscheid) und Liebfrauen (Aufderhöhe) haben sich am 1. Januar 2019 zur neuen katholischen Kirchengemeinde St. Sebastian vereinigt. Mit über 16.000 Gemeindemitgliedern ist St. Sebastian die größte katholische Kirchengemeinde in Solingen. Die Verwaltung und das Pfarrbüro der Kirchengemeinde St. Sebastian befindet sich auf der Hackhauser Straße 10 in Ohligs.
Um 1860 gründete sich auch die erste evangelische Kirchengemeinde in Ohligs. Unter der Leitung des Hildener Kirchenbaumeisters Gogarten wurde in den Jahren zwischen 1865 und 1866 die erste evangelische Kirche in Ohligs gebaut, die heutige evangelische Stadtkirche an der Wittenbergstraße. Am 15. August 1866 wurde das Gotteshaus geweiht, es ist mit über 150 Jahren die älteste Kirche in Ohligs. 1887 wurde ein evangelischer Friedhof westlich der Bonner Straße angelegt, der 1896 und 1907 erweitert wurde.

### Stadt Ohligs (1891–1929)

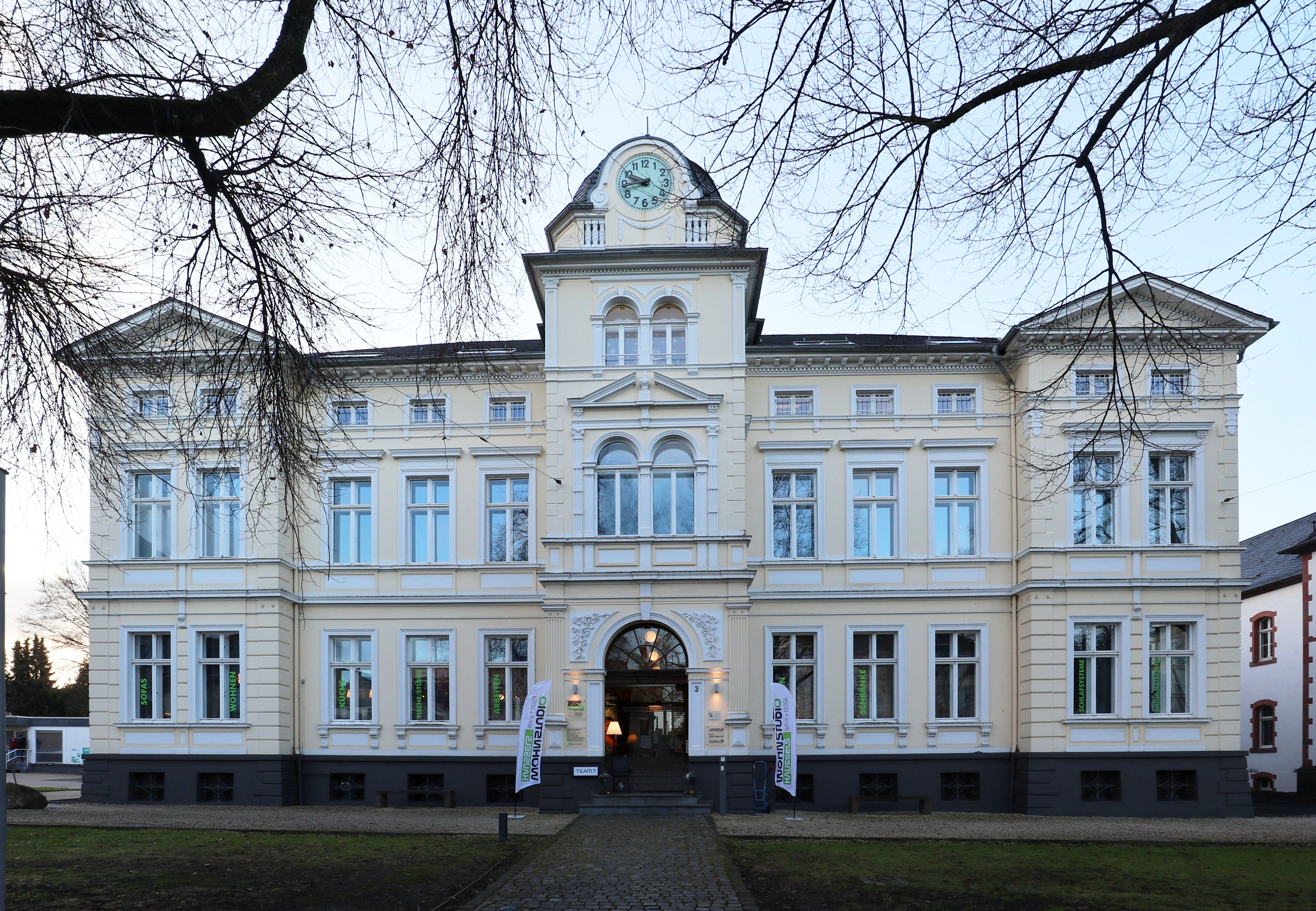
ehem. Rathaus Ohligs
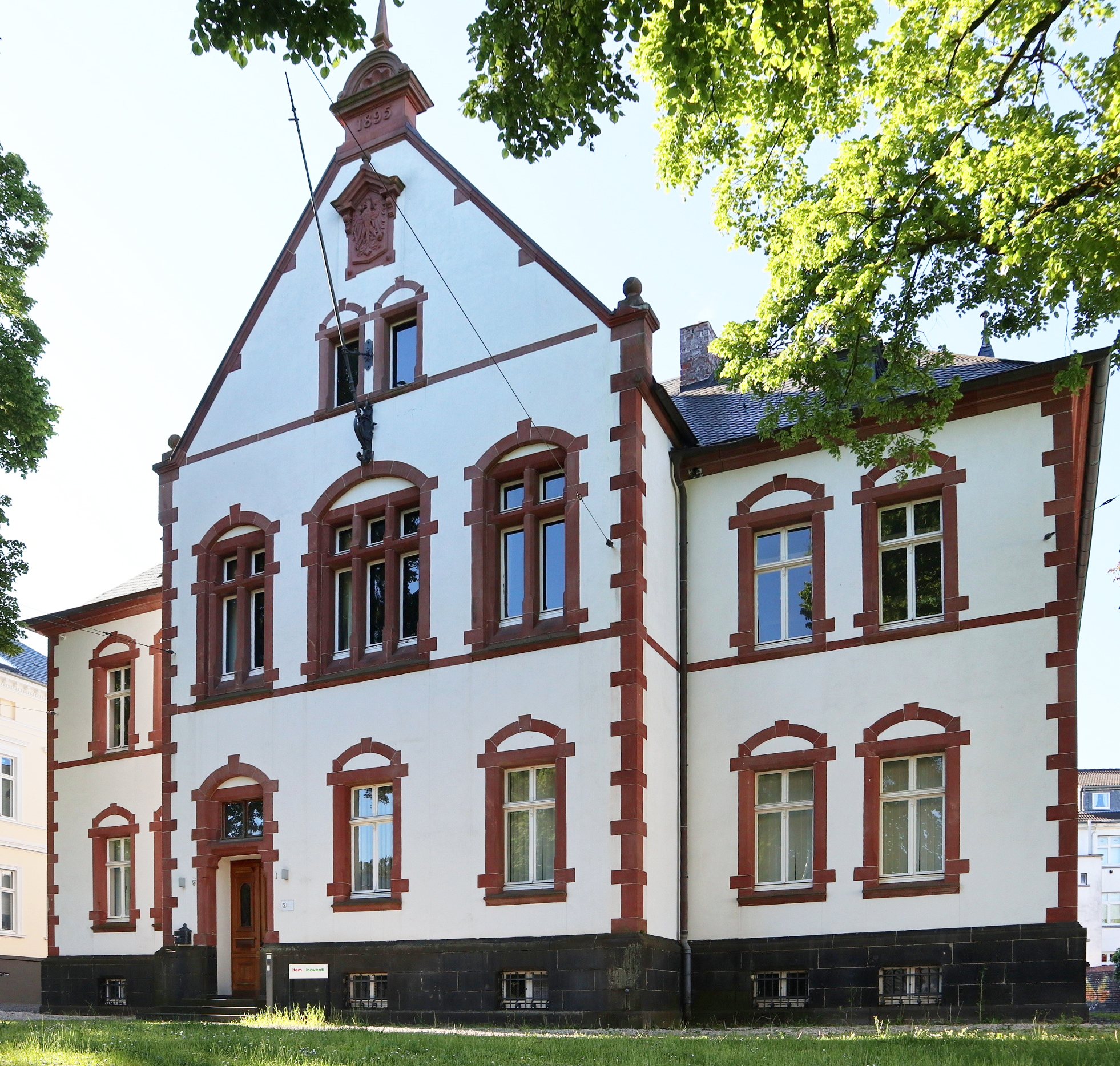
ehem. Amtsgericht Ohligs

Da sich der Siedlungsschwerpunkt der Gemeinde Merscheid aufgrund des Bahnhofes immer mehr in Richtung Ohligs-Unterland verlagert hatte, beschlossen die Stadtverordneten am 11. August 1891, die Kleinstadt Merscheid in Ohligs umzubenennen. Im selben Jahr wurde an der heutigen Merscheider Straße 3 ein neues Rathaus eingeweiht, das sich eindeutig zum Ohligser Bahnhof hin orientierte. Im Jahre 1895 bekam Ohligs einen eigenen Gerichtsbezirk und neben dem Rathaus wurde ein neues Amtsgericht eingeweiht. Die Stadt Ohligs war in der Zeit während des Wilhelminismus (1890–1914) das am stärksten wachsende Wirtschaftszentrum im Landkreis Solingen.:47 Im Zuge erneuter Grenzkorrekturen zwischen Wald und Ohligs trat Ohligs am 30. August 1893 unter anderem die Hofschaften Tiefendick, Heidufer und Scheuer an Wald ab. Ob im Gegenzug Ohligs die Hofschaft Krausen von Wald erhielt, konnte nicht nachgewiesen werden. Am 3. Januar 1894 wurde die Bahnstrecke Düsseldorf–Hilden–Ohligs in Betrieb genommen, wodurch der Bahnhof in Ohligs zum Kreuzungsbahnhof wurde.
Seit der Umbenennung von 1891 wurde Ohligs als Wohnort und Handelsort immer beliebter. Die private Bautätigkeit, vor allem im Ohligser Unterland, steigerte sich jährlich. Dies verdeutlicht auch die Einwohnerzahl von Ohligs, die zwischen 1871 und 1910 um 22 % stieg. Der Kernbereich von Ohligs verzeichnete damals eine sehr starke Verdichtung mit Einzelhandelsgeschäften und Wohnbebauung. Die Ohligser Innenstadt hatte schon um 1910 eine nahezu geschlossene Bebauung mit dreigeschossigen Gebäuden. In der Hochphase der Ohligser Stadtentwicklung (bis 1929) wurden folgende öffentliche Einrichtungen errichtet: 1895 entstand neben dem Ohligser Rathaus ein Amtsgericht, ein Schlachthof wurde an der Hildener Straße eröffnet und im Jahre 1897 wurde an der Virchowstraße am Scharrenberg der erste eigene Krankenhausneubau auf Ohligser Stadtgebiet eröffnet. Als große Versammlungshalle diente ab 1904 die Ohligser Festhalle an der Talstraße.:3ff. Die Konsumgenossenschaft Solidarität wurde 1902 in Ohligs gegründet, 1915 errichtete sie ihre Hauptverwaltung an der Prinzenstraße.
Mit den Jahren bildete sich auch ein Stadtergänzungsgebiet, welches im Westen von der Ohligser Heide und im Osten von der Bahnlinie begrenzt wurde. Die Hofschaften in den Randbezirken (Barl, Maubes, Schnittert, Keusenhof, Wilzhaus und Kovelenberg) blieben teilweise unwegsam und waren wenig besiedelt. Insgesamt ließen Wohnen und Handel keine klare Trennung erkennen, überwiegend bildeten sich Mischgebiete.:3ff. Im Jahre 1910 gab es zehn praktizierende Hausärzte in Ohligs, einen Augen- und einen Tierarzt. 1912 waren insgesamt drei Apotheken in der Stadt konzessioniert.:6f. 1911/12 errichtete die evangelische Kirchengemeinde Ohligs an der Mankhauser Straße ihr neues evangelisches Gemeindehaus. Im Jahre 1920 wurde in Ohligs eine Volkshochschule gegründet und 1923 der neue Waldfriedhof am heutigen Hermann-Löns-Weg eröffnet.

### Städtevereinigung bis NS-Machtergreifung (1929–1933)

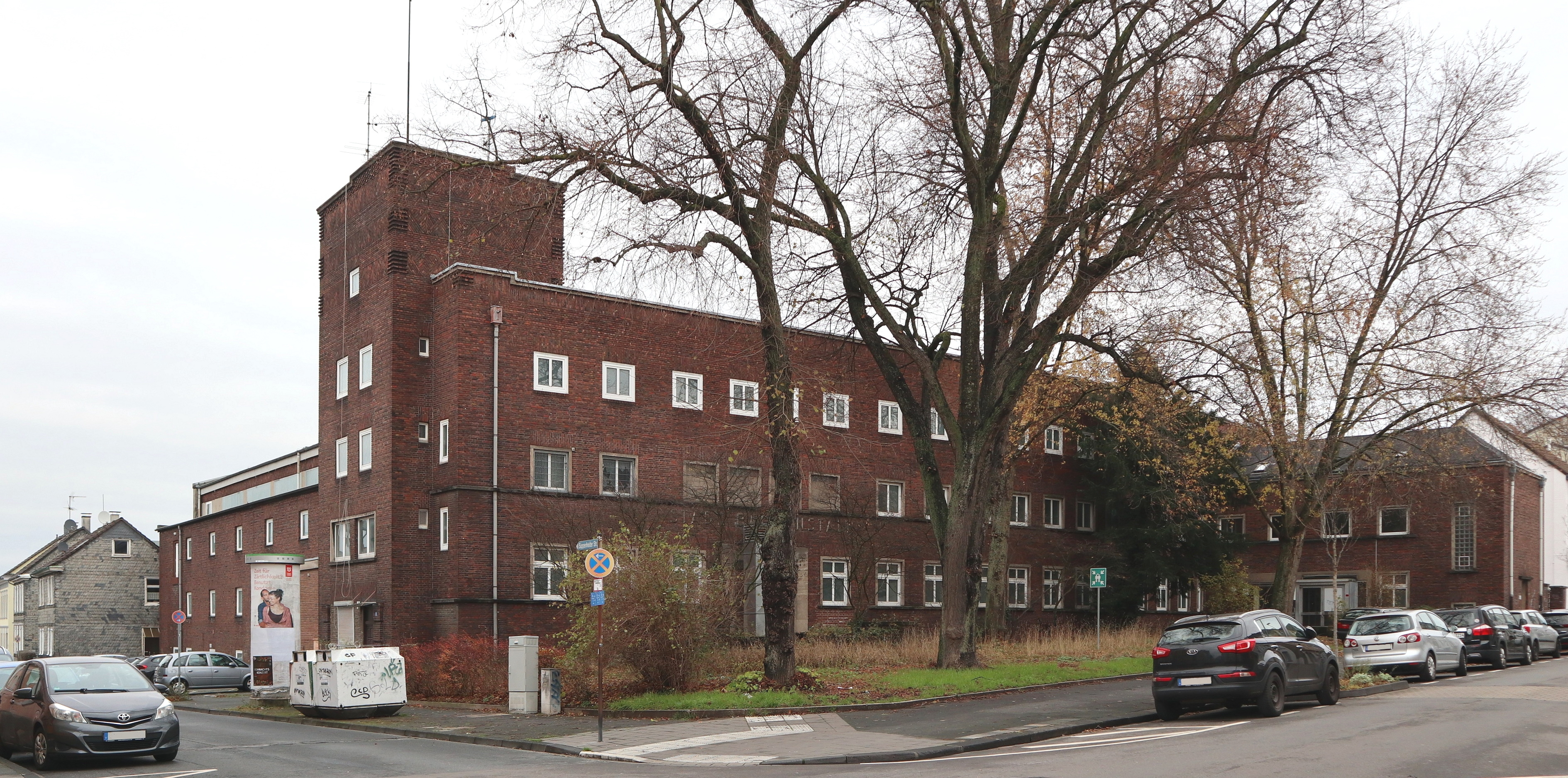
Ehemaliges Ohligser Hallenbad an der Sauerbreystraße (2020)

1928 wurde der Grundstein für das Hallenbad Ohligs an der damaligen Rathausstraße (heute Sauerbreystraße) gelegt. Zu dieser Zeit war die Planung für eine neue bergische Großstadt Solingen längst fortgeschritten. Schärfster Gegner eines Städtezusammenschlusses war die Bürgerschaft von Ohligs gewesen. Viele Ohligser Bürger und Politiker kämpften gemeinsam für den Erhalt ihrer Eigenständigkeit. Am Ende der 1920er Jahre fühlte sich die Ohligser Stadtgesellschaft mehrheitlich der Rheinschiene verbunden; nur sehr wenige Ohligser fühlten sich dem Bergischen Land zugehörig.
Historisch und kulturell war Ohligs immer ein rheinischer Vorposten am Rande des Bergischen Landes. Die Orientierung der Ohligser Bürgerschaft hin zur Rheinschiene und eine mögliche Städtevereinigung von Ohligs mit den Städten Hilden, Haan und der Gemeinde Richrath-Reusrath (heute Langenfeld) zu einer neuen rheinischen Großstadt war für viele Ohligser die attraktivere Lösung. Der Kampf unter der Führung des sozialdemokratischen Bürgermeisters Paul Sauerbrey, der zeitlebens gegen den Zusammenschluss war, war letztendlich vergeblich. Der Preußische Landtag beschloss am 10. Juli 1929 in Berlin mit 210 Ja- gegen 167 Nein-Stimmen bei 73 Enthaltungen die Städtevereinigung. Mit dem Gesetz über die kommunale Neugliederung des rheinisch-westfälischen Industriegebiets vom 29. Juli 1929 wurde die Städtevereinigung von Ohligs mit Gräfrath, Höhscheid, Wald und Solingen offiziell und unveränderbar beschlossen. Als Name der damals neuen deutschen Großstadt wählte man Solingen. Viele Ohligser sprachen auch Jahrzehnte später noch von einer Zwangsvereinigung und sahen sich nie als Solinger.

„Möge sich alle Arbeit zum Wohle der Ohligser Bevölkerung auswirken, und möge diese bemüht bleiben, auch in der zukünftigen Großstadt Solingen den ihr gebührenden Platz einzunehmen.“

### Zeit des Nationalsozialismus (1933–1945)

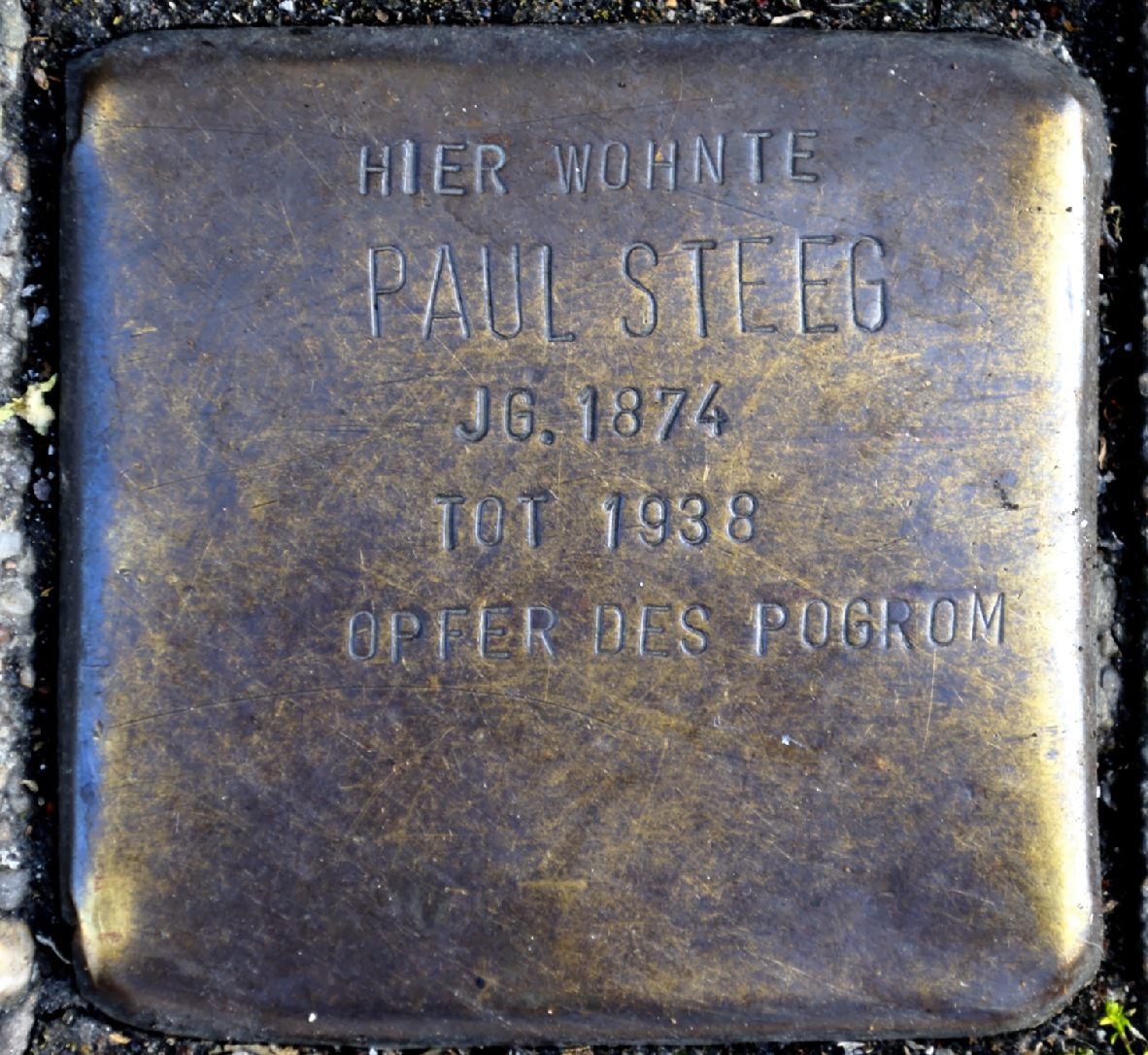
Stolperstein von Paul Steeg an der Düsseldorfer Str. 35

Nach Adolf Hitlers Machtergreifung und seiner Ernennung zum neuen Reichskanzler kam es in Ohligs am 7. Februar 1933 zu gewalttätigen Auseinandersetzungen zwischen Kommunisten und Nationalsozialisten. Die ersten sogenannten Schutzhäftlinge wurden im Solinger Polizeigefängnis und im Ohligser Amtsgericht inhaftiert. Das von Arbeitersportlern errichtete Freibad in Aufderhöhe, auch Rotes Meer genannt, wurde 1933 in Horst-Wessel-Bad umbenannt. Am 21. Mai 1936 eröffnete Joseph Goebbels die neue Reichsautobahn Köln-Düsseldorf (heute A3), die in Höhe der Ohligser Heide über Solinger Stadtgebiet führt.:9ff.
In den Abendstunden am 9. November 1938 gab es in ganz Solingen gezielte Übergriffe auf jüdische Mitbürger, so auch in Ohligs. An diesem Abend wurde die Wohnung des bekannten Ohligser Kaufmanns Paul Steeg, der bis 1933 ein Kaufhaus mit dem Namen Zentral-Basar auf der Düsseldorfer Straße 35 (heute Ohligser Supermarkt) hatte, geplündert. Nachdem ein rechtsradikaler Mob (geschützt bzw. unterstützt von der örtlichen Sturmabteilung) die Wohnung geplündert hatte, wurde dem Ehepaar Steeg untersagt, seine Wohnung wieder zu betreten. Noch in derselben Nacht floh das Ehepaar Steeg nach Köln-Neuehrenfeld, wo Paul Steeg am 11. November 1938, im Jüdischen Asyl an der Ottostraße 85, an Herzversagen verstarb. Er wurde nur 64 Jahre alt. Die an der Wohnungsplünderung beteiligten kriminellen Nazi-Täter wurden nie ermittelt. 1940 wurde an der Wittenbergstraße der erste Ohligser Luftschutzturm fertiggestellt. Die evangelische Kirchengemeinde Ohligs musste unentgeltlich ein Stück des alten Friedhofes zum Bau des Turms zur Verfügung stellen. Der Luftschutzturm befand sich an der Abzweigung Wittenbergstraße-Parkstraße. Das Humboldtgymnasium an der Stadtteilgrenze zu Ohligs wurde 1942 bis auf drei Klassen nach Thüringen verlegt. Das Schulgebäude diente dann bis Kriegsende im April 1945 der NSDAP und der Wehrmacht.

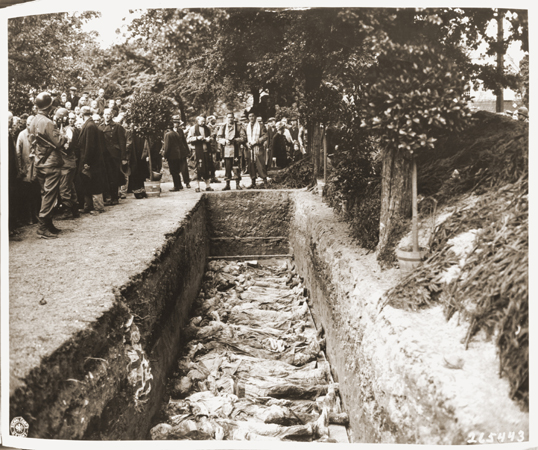
Beisetzung der 71 Ermordeten vom Wenzelnberg vor dem alten Ohligser Rathaus (1. Mai 1945)

Am 13. April 1945, drei Tage vor Einmarsch der Amerikaner in Ohligs, ermordete ein Tötungskommando, bestehend aus Gestapo und SS, am Wenzelnberg in Langenfeld-Wiescheid 71 Männer aus Remscheid und Wuppertal (keine Solinger). Nach offiziellen Angaben wurden die Männer dort paarweise zusammengebunden und durch Genickschuss getötet. Ortsansässige sprachen auch von nicht erschossenen Männern, die gefesselt in die Grube fielen und lebendig begraben wurden. Befehlshabender Offizier und Leiter des Exekutionskommandos war der damalige Jurist und SS-Hauptsturmführer Theodor Goeke (seit 1945 als vermisst gemeldet bzw. für tot erklärt). Einer der Mittäter, der Kripo-Beamte Friedrich Karst, wurde 1946 für zwei Jahre Leiter des Landeskriminalamts NRW.
Das 303. US-Infanterie-Regiment erreichte den Solinger Westen am 16. April 1945 und befreite Ohligs von der Nazi-Diktatur. Ende April 1945 ließen amerikanische Soldaten die Leichen vom Wenzelnberg exhumieren und am 1. Mai 1945 auf dem Platz vor dem Ohligser Rathaus beerdigen. Die Bevölkerung war zur Teilnahme an der Trauerfeier zwangsverpflichtet, ca. 3000 Menschen nahmen nach ausdrücklicher Aufforderung teil. Erst 1965 wurden die Leichen erneut exhumiert und wieder am Wenzelnberg beigesetzt, wo sich seitdem eine Gedenkstätte befindet. Insgesamt starben über 5.000 Solinger Bürger im Zweiten Weltkrieg (1939 bis 1945) durch Kriegshandlungen oder die NS-Diktatur.

### Nachkriegszeit bis zur Jahrtausendwende (1945–2000)
Während des Zweiten Weltkriegs blieb der Stadtteil Ohligs bei den Luftangriffen auf Solingen im November 1944 weitgehend verschont. Größere bauliche Veränderungen brachte erst die Nachkriegszeit mit sich. So wurden Straßen, die bislang nur locker bebaut waren, geschlossen bebaut, wie etwa die Bonner Straße. 1950 wurde der große Rundbunker an der Keldersstraße durch Sprengungen von innen entfestigt, damit ein neues Bürohaus mit Konditorei und Dachgarten entstehen konnte. An der oberen Schwanenstraße wurde 1962 ein neues Krankenhaus fertiggestellt, die katholische St.-Lukas-Klinik, die im Dezember 2023 geschlossen wurde. 1967 wurde der alte Ohligser Bahnhof abgerissen und durch einen modernen schlichten Neubau an gleicher Stelle ersetzt.:43

Ab Ende der 1950er Jahre erlebte Ohligs einen Bevölkerungszuwachs durch italienische Migration im Zuge der Gastarbeiterbewegung. Auf Basis des 1955 geschlossenen deutsch-italienischen Anwerbeabkommens kamen ab 1958 viele Italiener nach Ohligs, die meisten stammten aus dem nordsizilianischen Dorf Trappeto. Über 70 % der damaligen Einwohner Trappetos sind nach Ohligs ausgewandert, sie waren zum größten Teil in den Ohligser Industrieunternehmen Olbo, Bremshey und Gerling tätig. Der Bedarf an Arbeitskräften war in den 1960er Jahren so stark, dass die Ohligser Industrieunternehmen Olbo und Gerling eigene Anwerbebüros in Trappeto unterhielten. Einige der Gastarbeiter kehrten nach Jahrzehnten zurück, viele ehemalige Trappetesi leben heute in dritter und vierter Generation in Ohligs. Rund 5.600 Solinger haben heute einen italienischen Pass. Damit hat Solingen den nach der Autostadt Wolfsburg zweitgrößten italienischen Bevölkerungsanteil in Deutschland. 

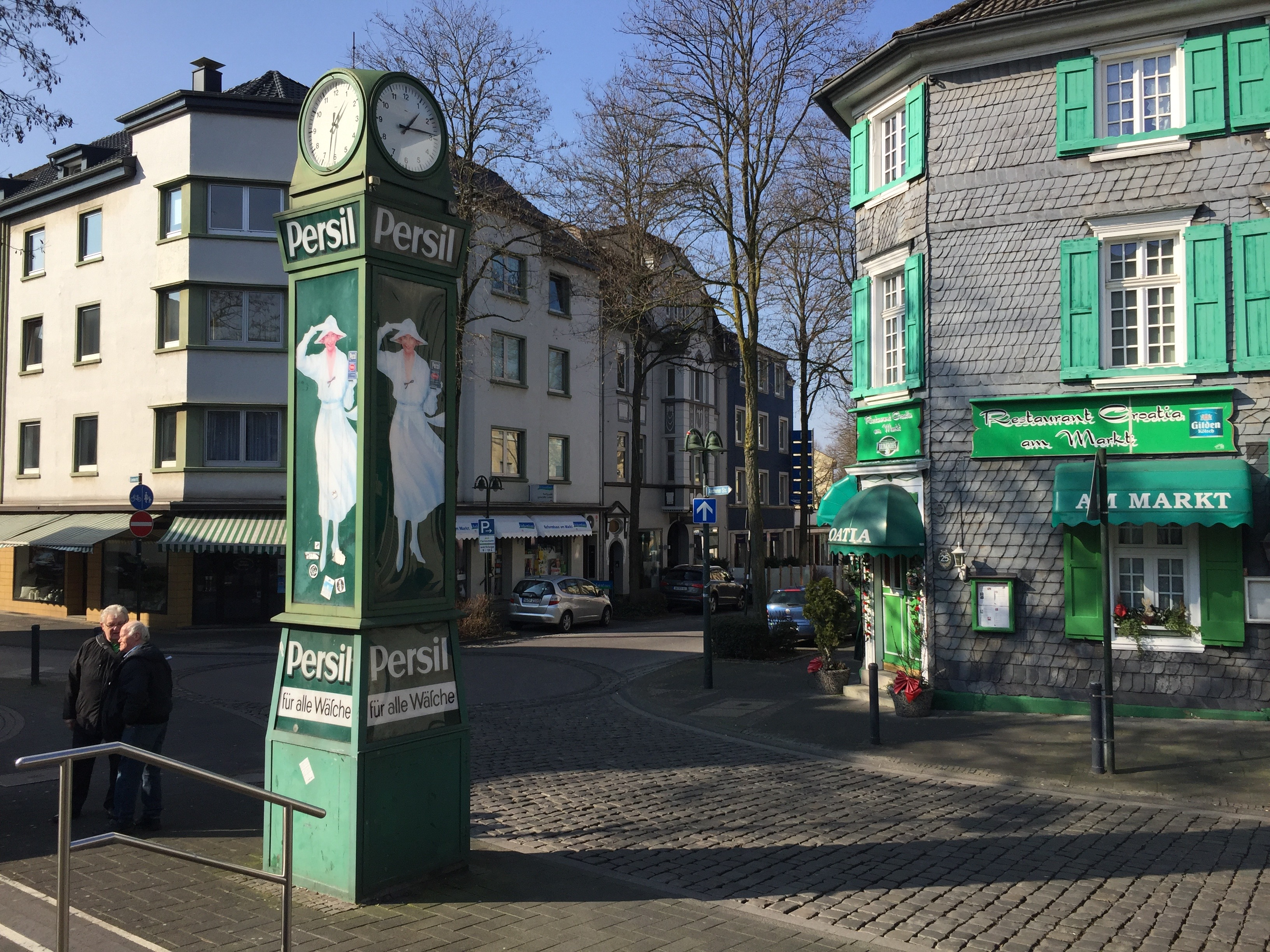
Die 1997 aufgestellte Persiluhr am Ohligser Marktplatz (2016)

Im Jahre 1970 startete der von den Ohligsern lang ersehnte Umbau des Bahnhofsvorplatzes, Baubeginn war der 1. Juli 1970. Im Zuge der Errichtung eines großzügigen Busbahnhofes musste unter anderem das stadtbildprägende sogenannte Bügeleisenhaus weichen. Ohligs erhielt ein neues Gesamtkonzept für den Verkehr, die Düsseldorfer Straße wurde dabei nach Abschluss der Bauarbeiten 1975 zur Fußgängerzone zurückgebaut. Zwei Einbahnstraßen sollten den dadurch steigenden Verkehr auffangen: Die Talstraße führte von nun an den Verkehr von Ost nach West, die Südstraße mit der verlängerten Hackhauser Straße den Verkehr aus der Gegenrichtung.:47
Im Zuge der Vorbereitungen für einen S-Bahn-Betrieb auf der Bahnstrecke Düsseldorf–Solingen erfolgte Mitte der 1970er Jahre der Bau des Haltepunktes Solingen Vogelpark an der Hildener Straße, der 1977 eingeweiht wurde. Mitte der 1980er Jahre entstand nach der Schließung des Bremshey-Werkes auf dem ehemaligen Keldersplatz zwischen Keldersstraße und Talstraße ein neues Wohnviertel. Im Jahre 1997 wurde an der Grenzstraße nahe Maubeshaus im Ohligser Norden für 68 Millionen D-Mark ein Klärwerk fertiggestellt. Ebenfalls 1997 wurde für 60.000 D-Mark eine historische Persiluhr am Ohligser Marktplatz eingeweiht.:47

### Jahrtausendwende bis heute (seit 2000)

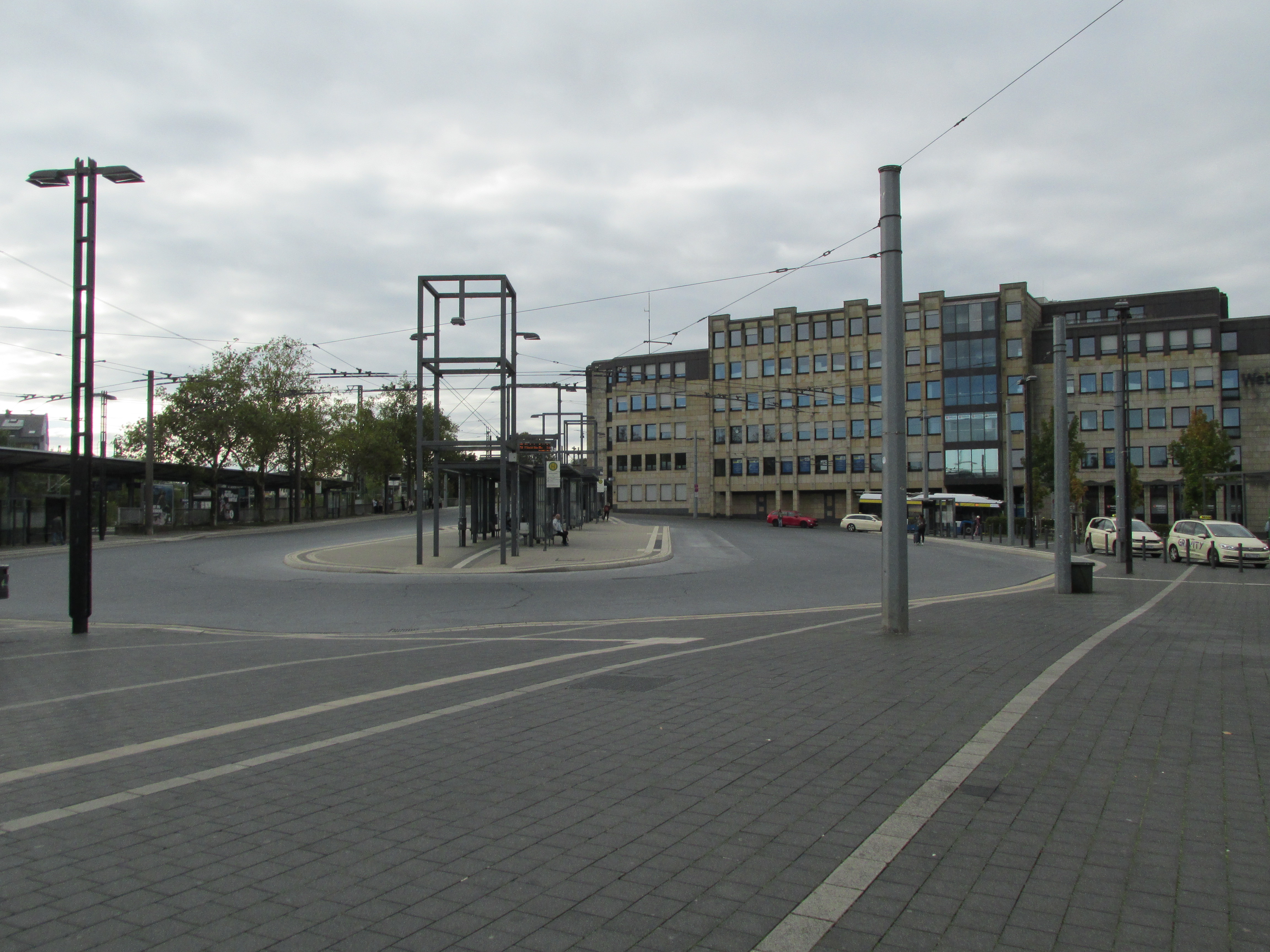
Der bis 2009 neugestaltete Busbahnhof

Im Zuge der Regionale 2006 erhielten der Bremsheyplatz vor dem Bahnhof Ohligs sowie der gesamte Busbahnhof mit Taxistand ein neues Gesicht, nachdem schon das Bahnhofsgebäude selbst durch eine energetische Sanierung und barrierefreie Zugänge ein neues, modernes Erscheinungsbild in orange erhalten hatte. In diesem Zusammenhang wurden folgende Einzelmaßnahmen umgesetzt: Die Verkehrsführung im Umfeld des Bahnhofes wurde verändert, der Bremsheyplatz wurde durch Abriss der alten Wasserspiele und Installation einer Designer-Sitzbank aus Hartholz aufgewertet, der Fußgängertunnel erhielt ein neues Farb- und Lichtkonzept, ein Parkhaus mit 200 Stellplätzen wurde neu gebaut und der Taxistand wurde um 50 Meter verlegt, um einen direkten Zugang zur Düsseldorfer Straße zu ermöglichen. Gebaut wurde von November 2007 bis zum Jahr 2009, die Baukosten betrugen rund 3,3 Millionen Euro.

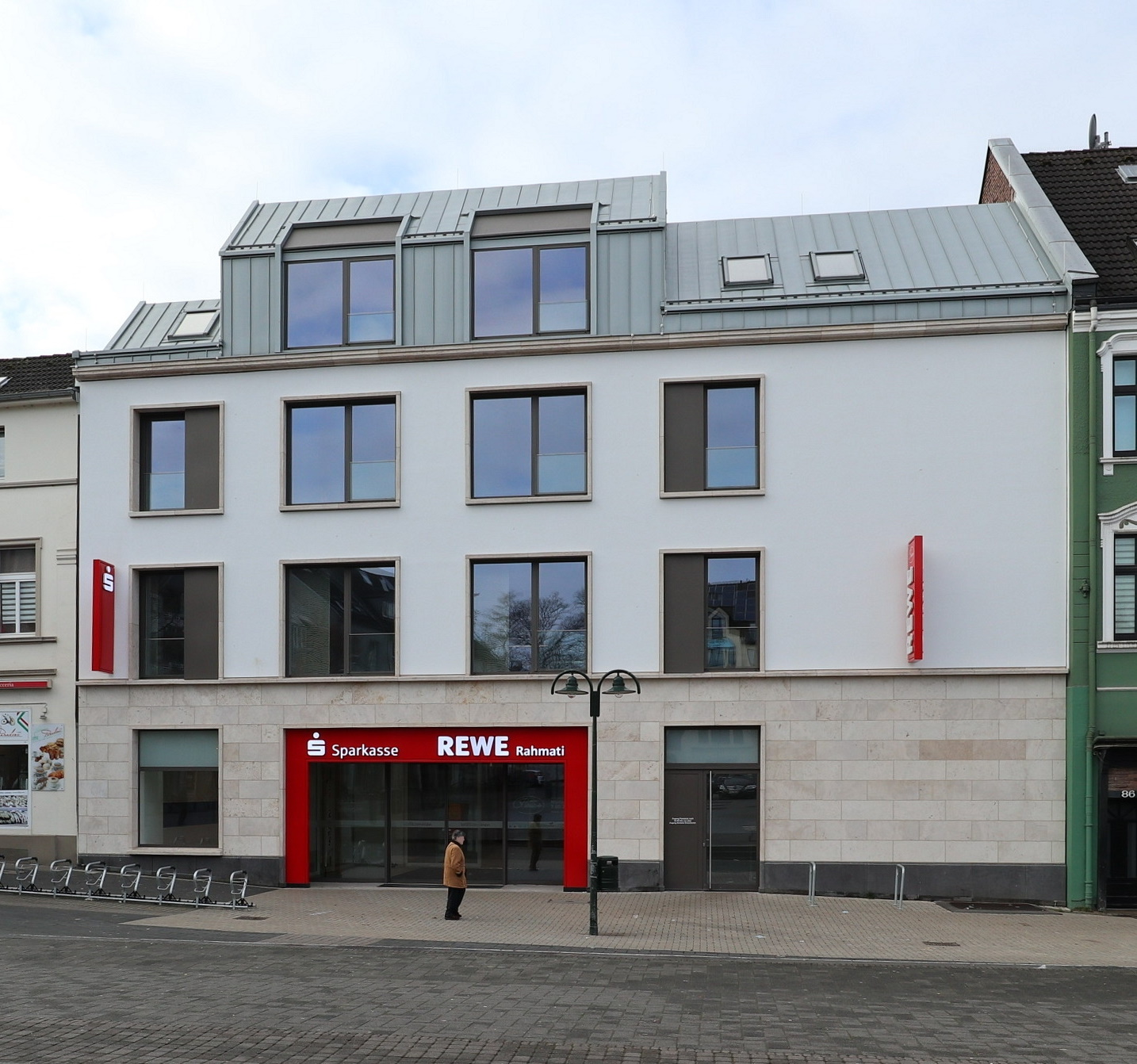
Die 2021 eröffnete Geschäftsstelle Ohligs der Sparkasse Solingen mit angegliedertem Rewe-Supermarkt

Am 10. Dezember 2006 erhielt, nach der Stilllegung des alten Solinger Hauptbahnhofes, der Ohligser Bahnhof den neuen Namen Solingen Hauptbahnhof. Das Ensemble um das ehemalige Rathaus Ohligs mit Amtsgericht Ohligs und Bürgerhaus wurde im Jahre 2006 an einen Solinger Investor verkauft, der die Gebäude sanierte und seit 2009 gewerblich nutzt. Der Schwimmbetrieb im Hallenbad Ohligs an der Sauerbreystraße wurde im Juli 2011 eingestellt. Das ehemalige Hallenbad wird aktuell (Stand 2023) durch einen privaten Investor in Eigentumswohnungen umgewandelt.
Der 1956/57 auf dem Gelände des Gaswerks Ohligs an der Tunnelstraße errichtete Kugelgasbehälter wurde im Jahre 2009 stillgelegt. Aus diesem und einem angrenzenden Neubau entstand ab 2016 das Galileum Solingen, das erste Planetarium in einem ehemaligen Gasbehälter. Zwischen Hauptbahnhof und Galileum, an der Suppenheide vorbei, eröffnete im Sommer 2017 der sogenannte Planetenweg, ein Spiel- und Bewegungspfad für Kinder. 2021 eröffnete die Stadt-Sparkasse Solingen ihre neue Geschäftsstelle am Ohligser Markt, in deren Gebäude auch ein Rewe-Supermarkt einzog. Der Umbau des ehemaligen Globus-Warenhauses an gleicher Stelle hatte im Jahr 2019 begonnen. 2023 wurde das Neubauviertel O-Quartier fertiggestellt. Das O-Quartier ist mit mehr als 300 Wohnungen eines der größten Wohnviertel in Ohligs.
Im Dezember 2023 wurde die St.-Lukas-Klinik im Ohligser Westen aufgrund der Insolvenz der Betreibergesellschaft Kplus Gruppe geschlossen.
Der Ohligser Marktplatz an der unteren Düsseldorfer Straße wurde von 2022 bis 2024 neu gestaltet und modernisiert. Eine Pflasterung mit hellem Betonstein und der Wegfall der Parkplätze haben den Marktplatz als Begegnungsort in Ohligs-Mitte attraktiver gemacht. Die neu gestaltete Fußgängerzone wurde zum Dürpelfest 2024 eröffnet.

## Demografie

### Bevölkerungsprognose bis 2040
Am 31. Dezember 2018 hatten im gesamten Stadtbezirk (Ohligs, Aufderhöhe und Merscheid zusammen) offiziell 43.063 Menschen einen gemeldeten Hauptwohnsitz.
Seit Beginn der 2010er-Jahre ist ein starker Zuzug von jungen Familien aus dem Düsseldorfer Umland (insbesondere aus Haan und Hilden) erkennbar, welches sich in moderat steigenden Immobilienpreisen im Stadtbezirk widerspiegelt. 12.233 Ohligser hatten im Jahr 2018 einen Migrationshintergrund. Die größte Migrantengruppe bilden Ohligser mit italienischer Herkunft. Langfristig ist nach Angaben der Solinger Stadtverwaltung davon auszugehen, dass die Ohligser Bevölkerung wächst. Die Statistikstelle der Stadt Solingen rechnet bis zum Jahr 2040 mit einem Zuwachs von mindestens 1.650 Menschen für den Solinger Westen. Alle Zahlen beruhen auf aktuellen Daten des Solinger Melderegisters und bilden statistische Werte sowie die Populationsdynamik in der Bevölkerungshochrechnung ab. Die verwendete Software hat sich als Standardprogramm speziell für Kommunen etabliert. Diese Datengrundlage ist präziser und hat sich als verlässlicher herausgestellt als die des Landesbetriebes IT.NRW.

### Einwohnerentwicklung und Häuserzahlen
Die Einwohner- und Häuserzahlen im Großraum Ohligs in ausgewählten Jahren nach Gründung der Bürgermeisterei Merscheid im Jahr 1808::9f.
| Jahr | Einwohnerzahl                                                           | Häuserzahl | Stadtraum                               |
| ---- | ----------------------------------------------------------------------- | ---------- | --------------------------------------- |
| 1808 | ca. 2.500 (Einwohnerzahl zum Zeitpunkt der französischen Besatzung)     |            | Mairie Merscheid                        |
| 1827 | 3.814                                                                   | 530        | Bürgermeisterei Merscheid               |
| 1843 | 5.221                                                                   |            | Bürgermeisterei Merscheid               |
| 1871 | 8.772 (Einwohnerzahl zum Zeitpunkt der deutschen Reichsgründung)        | 1.245      | Stadt Merscheid                         |
| 1885 | 12.646                                                                  | 1.765      | Stadt Merscheid                         |
| 1895 | 17.048                                                                  | 2.107      | Stadt Ohligs                            |
| 1905 | 24.257                                                                  | 2.746      | Stadt Ohligs                            |
| 1929 | 29.768 (Einwohnerzahl zum Zeitpunkt der Städtevereinigung mit Solingen) |            | Stadt Ohligs                            |
| 1939 | 32.024                                                                  |            | Stadtbezirk Ohligs/Aufderhöhe/Merscheid |
| 1946 | 35.393 (erste Zählung nach Kriegsende)                                  |            | Stadtbezirk Ohligs/Aufderhöhe/Merscheid |
| 1961 | 37.227                                                                  | 4.466      | Stadtbezirk Ohligs/Aufderhöhe/Merscheid |
| 2018 | 43.063                                                                  |            | Stadtbezirk Ohligs/Aufderhöhe/Merscheid |

## Politik

### Bürgermeister der ehemaligen Stadt

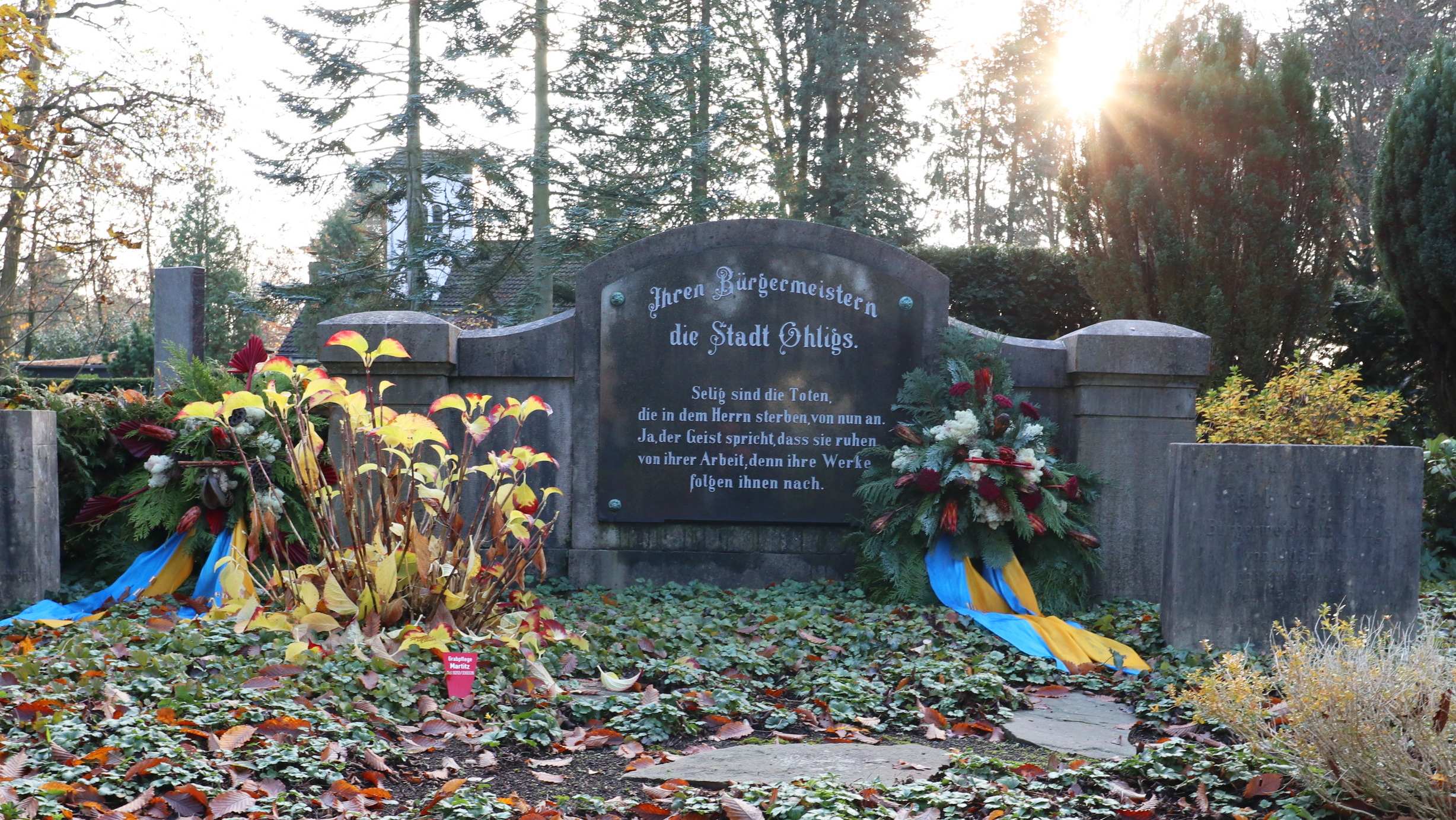
Grab- und Gedenkstätte für die Ohligser Bürgermeister auf dem Evangelischen Friedhof Ohligs

Folgende Politiker übten das Amt des Bürgermeisters aus:
- Paul Martin Trommershausen (1889–1903)
- Karl Czettritz (1903–1920)
- Erich vom Bruch (kommissarisch 1920–1921)
- Wilhelm Langhans (kommissarisch 1921–1922)
- Paul Sauerbrey (1922–1929)

Ab dem 1. Oktober 1920 wurden die Verwaltungsgeschäfte zunächst von dem Beigeordneten Erich vom Bruch geführt. Dieser wurde jedoch zum Bürgermeister von Leer (Ostfriesland) gewählt und schied so am 20. November 1920 aus. Nach diesem führte bis 1921 der Beigeordnete Menge die Amtsgeschäfte kommissarisch. 1921 wurde Wilhelm Langhans zum neuen Beigeordneten für Ohligs gewählt. Zu diesem Zeitpunkt war die Bürgermeisterstelle vakant, daher nahm Langhans als Vertreter der Bürgerschaft die Amtsgeschäfte wahr, bis Paul Sauerbrey 1922 sein Amt antrat.

### Wappen

Stadtwappen von 1896

Die Stadt Ohligs bat 1891 um die Genehmigung zum Führen eines Stadtwappens, nachdem seit 1833 unterschiedliche Siegel in Gebrauch waren. Ein erster Entwurf mit drei Feldern, der ein schwarzes geflügeltes Rad, einen bergischen Löwen und sieben Silbersterne sowie darüber eine dreitürmige Mauerkrone zeigte und in den Farben Gold, Rot und Blau gehalten war, wurde sowohl von Wilhelm II. wie auch vom königlich-preußischen Heroldsamt in Berlin aufgrund der Einbeziehung des bergischen Löwen und der Gestaltung der Mauer abgelehnt. Zwei weitere Entwürfe wurden eingereicht, von denen der zweite die Zustimmung des Kaisers fand. Dieses Wappen, das rechts abgebildet ist, wurde der Stadt Ohligs im Jahre 1896 offiziell verliehen.:5f.
Blasonierung: Das Stadtwappen trägt in einem gotischen Schild, gespalten in Blau und Gold, vorn sieben silberne Sterne im Verhältnis 2:2:2:1 und hinten ein schwarzes Flügelrad. Das Oberwappen zeigt eine rote zinnengekrönte Stadtmauer mit geschlossenem Tor und drei Türmen.
Beschreibung: Die sieben Sterne repräsentieren die Zahl der Höfe, aus denen die Stadt einst hervorgegangen ist. Das Flügelrad symbolisiert die Bedeutung des Bahnhofes für Ohligs mit seiner Verbindung zur Eisenbahn. Die Stadtmauer mit dem geschlossenen Tor und drei Türmen weist Ohligs als Kleinstadt aus.

## Regelmäßige Veranstaltungen
In Ohligs finden jedes Jahr kulturelle Festivitäten statt. Die nachfolgende Auflistung stellt nur die größten Veranstaltungen im Stadtteil dar:

### OTV Karnevals-Party
Am letzten Samstag vor Rosenmontag findet in der OTV-Halle am Schützenplatz Solingens größte Karnevalsparty statt. Die Party wird vom Ohligser Sportverein OTV 88 veranstaltet. Jedes Jahr feiern bis zu 2.000 Besucher bei Livemusik Karneval.

### Dürpelfest
Das Dürpelfest, im Solinger Volksmund auch kurz Dürpel genannt, ist weit über die Grenzen der Klingenstadt hinaus bekannt und hat sich vom kleinen Ohligser Straßenfest (1975) zum größten Open-Air Event im Bergischen Städtedreieck entwickelt. Die Ohligser Werbe- und Interessengemeinschaft e. V. (OWG) veranstaltet das Dürpelfest in Eigenregie, trägt die Gesamtverantwortung und hat Platzrecht. Vom Hauptbahnhof aus, über die Düsseldorfer Straße (Fußgängerzone) sowie in den Seitenstraßen bis hin zum Marktplatz, wo eine Kirmes mit unterschiedlichen Fahrgeschäften angeboten wird, erstreckt sich das Open-Air Event. Durch die zahlreichen Livekonzerte und das abwechslungsreiche Musikprogramm von Schlager über Reggae bis Cover-Rock hat sich das Dürpelfest in den letzten Jahren auch zu einem urbanen Musikfestival entwickelt. Überregional bekannt wurde das Dürpelfest vor allem durch die Live-Auftritte der Düsseldorfer Coverband Der Letzte Schrei.
Jährlich besuchen über 100.000 Menschen an drei Veranstaltungstagen das Dürpelfest in Ohligs-Mitte. Das Dürpelfest findet immer an einem Mai-Wochenende statt.

### Kneipenfreitag
Am letzten Freitag der Sommerferien findet der Ohligser „Kneipenfreitag“ statt. Über 15 Gastronomiebetriebe aus Ohligs bieten ihren Gästen an diesem Freitag Live-Musik, Aktionen und spezielle Speisen an. Das Musikprogramm besteht aus unterschiedlicher Live-Musik bis hin zu DJs, die in den teilnehmenden Locations auflegen. Veranstaltet wird der Kneipenfreitag von den Ohligser Jongens e. V.

### Weihnachtsdürpel
Ein Weihnachtsmarkt mit dem Namen Weihnachtsdürpel findet an einem Adventswochenende im Stadtteilpark an der Wittenbergstraße statt. Dieser wird mit 24 weihnachtlich geschmückten Holzhütten in ein Weihnachtsdorf umgewandelt, wo neben Kulinarischem weihnachtliche Artikel angeboten werden.

## Kultur und Sport

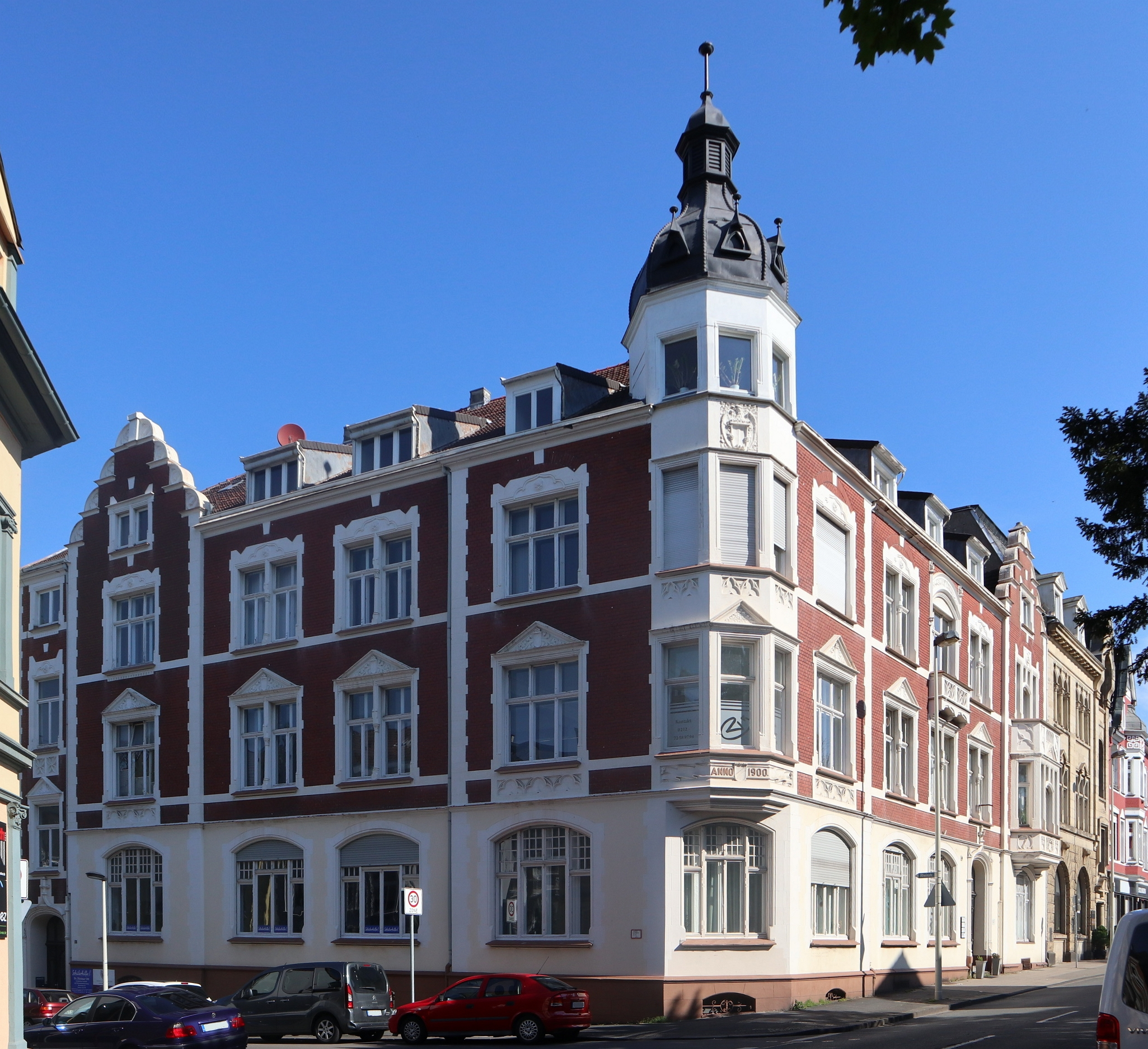
Ehem. Kontorhaus des Handelsunternehmens Gebr. Weyersberg

### Bauwerke
Die insgesamt knapp 1.000 Einträge umfassende Liste der Baudenkmäler in Solingen beinhaltet auf dem Gebiet des Stadtteils Ohligs rund 100 Objekte. Darunter befinden sich neben den Schlössern Hackhausen und Caspersbroich sowie den repräsentativen Herrenhäusern rund um den Hackhauser Hof, wie dem Waldhof Hackhausen, zahlreiche historische Fachwerkhäuser in verschiedenen Hofschaften über den Stadtteil verteilt.
Darüber hinaus sind in größerem Umfang als in anderen Solinger Stadtteilen auch Bauwerke des Historismus und des Jugendstils Teil der Denkmalliste, die in der Blütezeit der Ohligser Entwicklung nach der Reichsgründung 1871 entstanden sind. Dazu zählen unter anderem mehrere repräsentative Villen und Wohngebäude entlang der Wilhelm-, Süd-, Zweibrücker- und Hackhauser Straße, so auch das ehemalige Kontorhaus des 1997 liquidierten Handelsunternehmens Gebr. Weyersberg an der Wilhelmstraße. An der Parkstraße im Ohligser Stadtteilzentrum befindet sich ebenfalls ein kleines Villenviertel, in dem sich etwa das Gebäude Parkstraße 11 befindet. Bauherr vieler Villen aus der Zeit der Jahrhundertwende zum 20. Jahrhundert waren Angehörige der Familie Bremshey, eines der damals größten Ohligser Unternehmen.
Für den Erhalt des nahezu geschlossenen Orts- und Straßenbildes der Düsseldorfer Straße mit Bauwerken des späten 19. bzw. frühen 20. Jahrhunderts wurde zudem eine Erhaltungssatzung erlassen.

### Planetarium „Galileum“

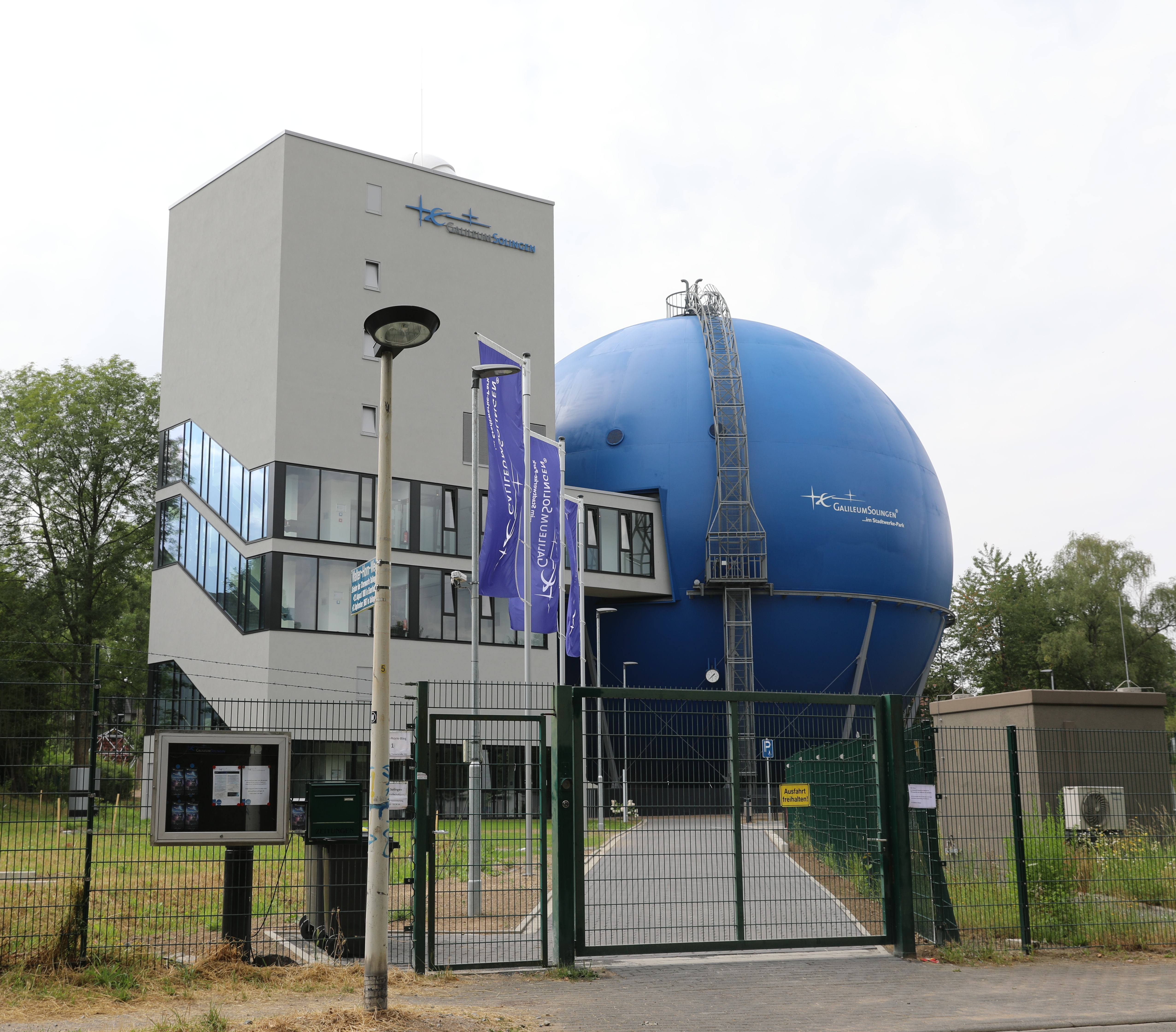
Galileum Solingen

Das 2019 eröffnete Galileum Solingen ist das erste Planetarium weltweit, das in einen stillgelegten Kugelgasbehälter gebaut wurde. Der Bau des Planetariums wurde von der Walter-Horn-Gesellschaft e. V., dem Trägerverein der Sternwarte Solingen, geplant und durchgeführt. Das Galileum befindet sich am Walter-Horn-Weg 1 nahe dem Solinger Hauptbahnhof.
Für den Bau des Planetariums wurde seit 2016 ein alter Kugelgasbehälter der Stadtwerke Solingen umgebaut. Eine zusätzliche Sternwarte wurde in einem daneben gelegenen Neubau platziert. In dem ehemaligen Kugelgasbehälter wurde eine halbkugelförmige Leinwand eingehängt, auf der man das Weltall per Bilder aus Beamern betrachten kann. Die Projektionskuppel stammt aus den USA, der Steuerungsprojektor aus Japan und die Videotechnik aus Frankreich. Von den Gesamtkosten trug die Walter-Horn-Gesellschaft einen Eigenanteil von 20 Prozent, der aus Spenden, Sponsorengeldern und direkten Mitteln des Vereins stammte. Für die weiteren 80 Prozent der Baukosten wurden Gelder aus den Fördertöpfen des Landes NRW für das Stadtumbaugebiet Ohligs-Ost genutzt. Das Planetarium bietet Platz für über 80 Besucher.

### Sehenswürdigkeiten

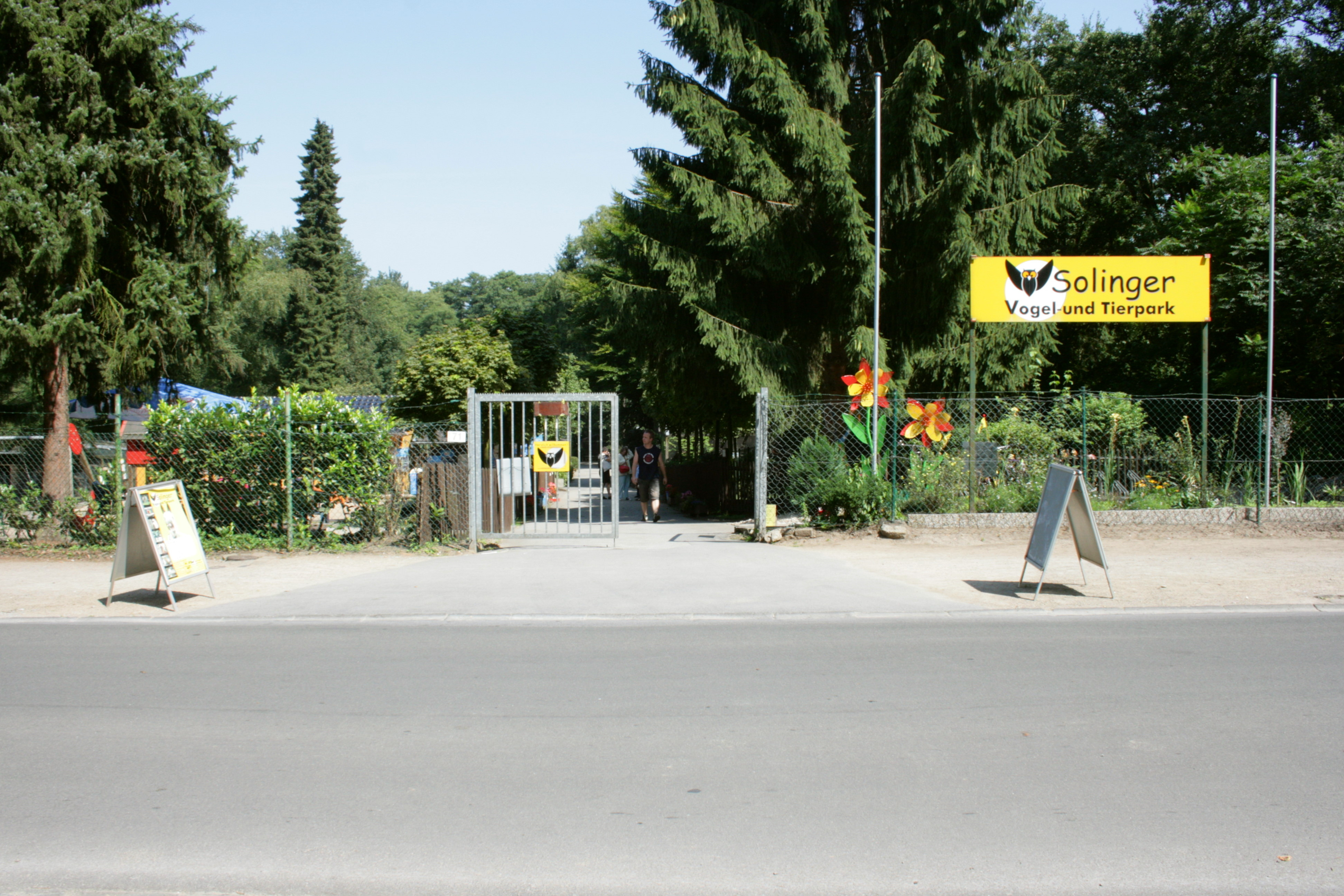
Solinger Vogel- und Tierpark am Hermann-Löns-Weg

Zu den weiteren Sehenswürdigkeiten im Stadtteil zählt die Ohligser Heide sowie der südlich angrenzende Abenteuerspielplatz Engelsberger Hof, der auch Ausgangspunkt für zahlreiche Wanderwege ist. Auch der Klingenpfad, der das gesamte Solinger Stadtgebiet umrundet, führt durch Ohligs. Inmitten des Naturschutzgebietes Ohligser Heide befindet sich das städtische Freibad Heide, am nordöstlichen Rand der Heide befindet sich außerdem der Solinger Vogel- und Tierpark.

### Sport
Der Ohligser Turnverein 1888 (OTV88) ist der mitgliederstärkste Sportverein in Ohligs, der mit eigener Halle am Schützenplatz zehn Sportarten anbietet (Badminton, Faustball, Handball, Kanu, Schach, Schwimmen, Taekwondo, Tennis, Turnen und Volleyball).

### Brauchtum

#### Ohligser Jongens e. V.
Der Ohligser Jongens e. V. ist ein 2014 gegründeter Heimatverein. Als gemeinnütziger und überparteilicher Verein beteiligen sich die Jongens aktiv an der Stadtteilentwicklung in Ohligs. Das Kürzel OLX (für Ohligs), welches im Stadtteil sehr geläufig ist, geht auf eine Initiative der Ohligser Jongens zurück. Die Jongens unterstützen auch zahlreiche gemeinnützige Zwecke, u. a. verleihen sie die Auszeichnung Ohligserin / Ohligser des Jahres für besonderes Engagement im Stadtteil.

#### Prinzengarde Blau-Gelb Solingen-Ohligs 1936 e.V.
Fest verankert im Ohligser Brauchtum ist seit 1936 die Prinzengarde Blau-Gelb Solingen-Ohligs. Die Prinzengarde ist der größte Karnevalsverein in Ohligs, der seit 1953 regelmäßig große Galasitzungen in der Ohligser Festhalle veranstaltet. Die ersten drei Solinger Prinzenpaare (1949–1951) wurden von dieser Gesellschaft gestellt. 1952 wurde dem Verein für die Verdienste um den Solinger Karneval der Titel „Prinzengarde“ verliehen. Traditionell wird zur Sessionseröffnung am Elften im Elften von der Prinzengarde der Hoppeditz erweckt. Seit 2008 veranstaltet die Gesellschaft jährlich am 23. Juli das 111-Tage-Fest (111 Tage bis zum 11.11.), welches weltweit einmalig und inzwischen überregional bekannt ist.

## Wirtschaft und Infrastruktur

### Industriegeschichte

Logo von Bremshey & Co. (um 1908)

Der größte Wirtschaftszweig in Ohligs war seit dem Mittelalter die Schneidwarenherstellung. Schon im Jahre 1715 gab es allein in den Hofschaften Ohligs und Merscheid 15 Schleifkotten sowie ein Hammerwerk. Zum Ende des 19. Jahrhunderts war die Schneidwarenindustrie in Ohligs derart bedeutend, dass sich daneben nur noch der Einzelhandel als relevanter Wirtschaftsfaktor etablieren konnte. Nach der Reichsgründung ab den 1870er-Jahren ließen sich auch große Industrieunternehmen in Ohligs nieder. Dazu zählten unter anderem der Schneidwarenproduzent Gerling, der noch in den 1970er-Jahren mit 470 Beschäftigten der größte Taschenmesserhersteller Deutschlands war, oder das Textilunternehmen Olbo, welches noch in den 1980er-Jahren fast 500 Arbeiter in Ohligs-Mitte beschäftigte.
Auch das Ohligser Unternehmen Bremshey gehörte zu den bedeutendsten Unternehmen im Solinger Westen. Das erfolgreichste Produkt von Bremshey war der weltbekannte Regenschirm Knirps. 1972 hatte das Unternehmen noch fast 3.000 Beschäftigte. Nach finanziellen Engpässen um 1980 reduzierte das Unternehmen zunächst seine Belegschaft drastisch, bevor es 1982 komplett aufgelöst wurde.
Bedingt durch die Globalisierung sind große Industrieunternehmen mit mehr als 100 Mitarbeitern inzwischen die Ausnahme in Ohligs. Viele Unternehmen haben ihre technische Produktion in Niedriglohnländer verlagert. Die meisten jener Betriebe verkleinerten zum Ende der 1990er-Jahre, drastisch ihre Beschäftigtenzahl. Der Niedergang wurde auch von zu wenig geeigneten Gewerbeflächen im Solinger Westen beschleunigt.

### Wirtschaftsstruktur heute

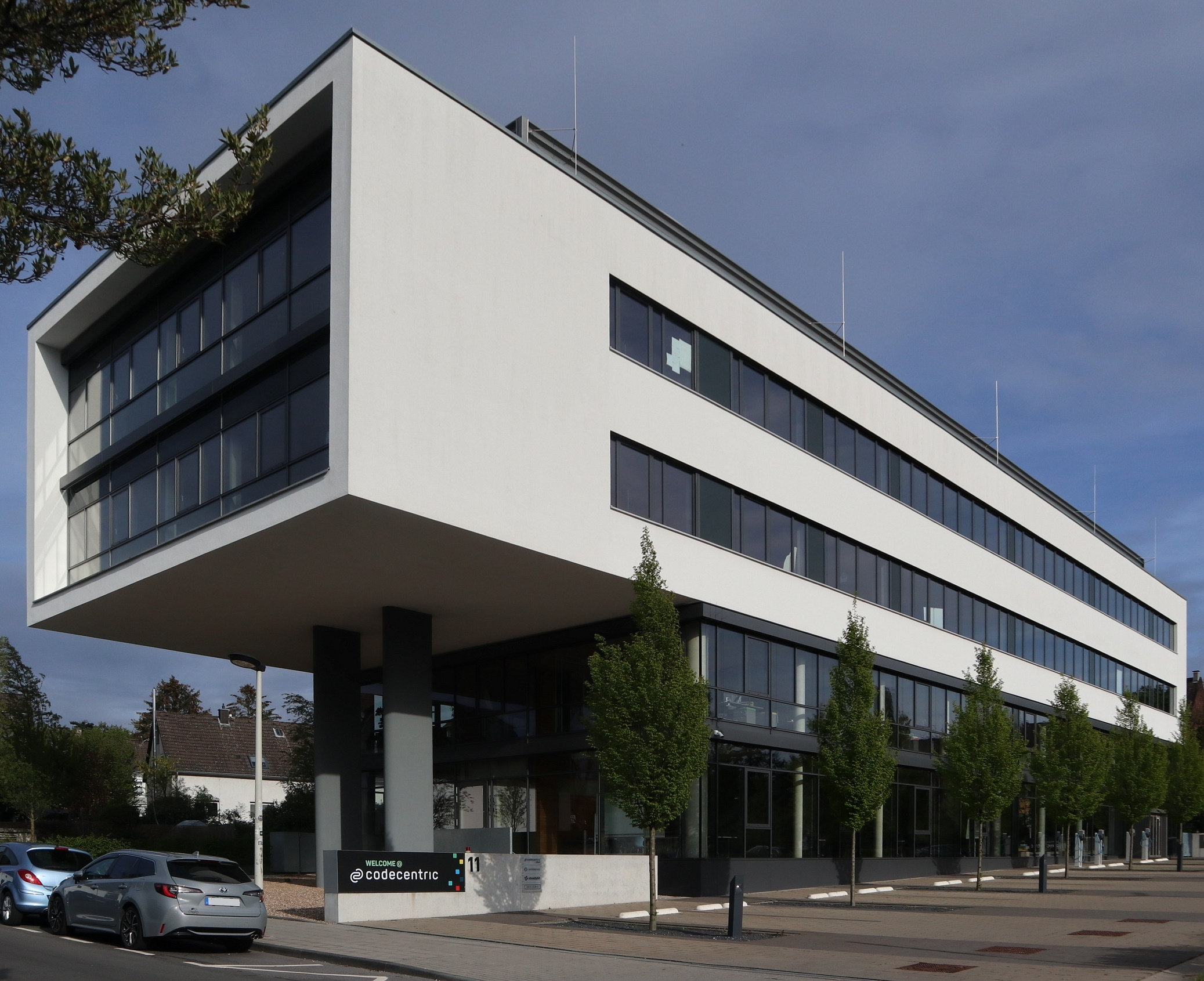
Firmensitz des Unternehmens Codecentric

Die folgende Tabelle enthält nur die größeren Ohligser Unternehmen, die eine Beschäftigtenzahl von mindestens 100 Mitarbeitern haben. Ungenannt bleiben die zahlreichen, teilweise seit Jahrzehnten im Solinger Westen ansässigen, kleinen Familienunternehmen, die zwar weniger als 100 Mitarbeiter haben, aber dennoch von wesentlicher Bedeutung für die Ohligser Wirtschaft sind. Beispielhaft für den Wirtschaftsstandort Ohligs sind die inhabergeführten Fachgeschäfte des Einzelhandels entlang der Düsseldorfer Straße. In der Tabelle wurden Namenszusätze oder Rechtsformen ausgelassen:
| Unternehmen     | Branche             | Beschäftigtenzahl (gerundet) |
| --------------- | ------------------- | ---------------------------- |
| Accuride        | Automobilzulieferer | 500                          |
| Adient          | Automobilzulieferer | 311                          |
| BSS Bohnenberg  | Logistikausstater   | 160                          |
| Codecentric     | Softwareentwickler  | 550                          |
| WebID Solutions | Fintech             | 120                          |

### IT-Dienstleister
Seit der Jahrtausendwende wird Ohligs als IT-Gründungsstandort immer beliebter. Einen Standortvorteil bildet dabei die Nähe zu den Rheinmetropolen Düsseldorf und Köln. Zudem verstärken die günstigen Immobilienpreise, im Vergleich zu Düsseldorf und Köln, Unternehmensgründungen im Stadtteil Ohligs. Um den Solinger Hauptbahnhof haben sich in den letzten Jahren bereits die Softwareunternehmen Codecentric AG und WebID Solutions niedergelassen. Die Codecentric AG hat an der Hochstraße im Jahr 2016 ihre neue Konzernzentrale fertiggestellt. Direkt am Solinger Hauptbahnhof hat der Berliner IT-Dienstleister WebID Solutions eine Niederlassung für Online-Personenidentifikationen etabliert. WebID Solutions gilt mit seinem Verfahren der Gesichtserkennung als führend in Europa.

### Gewerbegebiet Monhofer Feld
Im Ohligser Norden befindet sich das Gewerbegebiet Monhofer Feld. Das Monhofer Feld in Ohligs ist Solingens einziges Gewerbegebiet mit Gleisanschluss. Aktuell (2022) sind vier Unternehmen der metallverarbeitenden Industrie im Monhofer Feld ansässig. Das Industrieunternehmen Breuer & Schmitz hat im April 2022 seine neue Produktionsstätte auf dem Monhofer Feld errichtet.

### Einzelhandel
Der Einzelhandel in Ohligs konzentriert sich rund um die Düsseldorfer Straße in der Nähe des Hauptbahnhofes. Die Düsseldorfer Straße war bis zum Bahnhofsneubau im Jahr 1867 überwiegend ein Trampelpfad, der den alten Olligs-Hof mit dem damals neuen Bahnhof verband. Die Gegend westlich des Bahnhofs wurde ab den 1870er-Jahren zu einem sehr begehrten Wohngebiet. Als Name für die heutige Ohligser Flaniermeile wählte man die Bezeichnung der nächsten Großstadt im Westen: Düsseldorf. Bei einer Volkszählung im Jahr 1900 gab es an der Düsseldorfer Straße bereits 91 Häuser mit 726 Bewohnern. Bis in die 1960er-Jahre fuhr eine Straßenbahn über die Düsseldorfer Straße, die 1975 zu einer reinen Fußgängerzone umgebaut wurde. Die Düsseldorfer Straße ist heute die längste zusammenhängende Einkaufsstraße in Solingen und der größte Einzelhandelsstandort im Stadtbezirk Ohligs/Aufderhöhe/Merscheid, sie wird im Ohligser Volksmund auch kurz Dü genannt. Die ca. 1 km lange Düsseldorfer Straße, die vom Hauptbahnhof bis zum Ohligser Marktplatz geht, ist überwiegend geprägt von inhabergeführten Einzelhandelsgeschäften, die restaurierten Hausfassaden bilden ein historisches Ensemble gewachsener Stadtstruktur aus der Gründerzeit. Beim jährlichen Dürpelfest wird die Düsseldorfer Straße als Hauptveranstaltungsort genutzt.
Von 2022 bis 2024 wurde die Düsseldorfer Straße nach Ideen eines Planungswettbewerbs modernisiert. Die Ohligser Shoppingmeile wurde u. a. mit einem hellen Betonstein und wasserdurchlässigen Fugen neu gepflastert, 22 neue Rot-Eschen wurden gepflanzt, um das Stadtklima zu verbessern. Entlang der Düsseldorfer Straße hat die Stadt Solingen als Bauherr, neun Sitzbänke und vier Spielinseln für Kleinkinder errichtet. Diese befinden sich an den Einmündungen zur Dü und sind für Aufenthalts- und Spielangebote vorgesehen. Die Solinger Stadtverwaltung hat über 6,4 Mio. Euro in die Modernisierung der Düsseldorfer Straße investiert.

### Vereine und Interessenverbände

#### Ohligser Werbe- und Interessengemeinschaft (OWG)
Die Ohligser Werbe- und Interessengemeinschaft (OWG) wurde 1965 von Ohligser Geschäftsleuten gegründet. Die Interessengemeinschaft repräsentiert inhabergeführte Einzelhandels-, Handwerks- und Dienstleistungsunternehmen aus dem Stadtteil Ohligs. Hauptaufgaben der OWG sind u. a. das Konzipieren von Marketingmaßnahmen für den Ohligser Einzelhandel sowie die Planung und Veranstaltung des größten Volksfestes im Bergischen Land, des Ohligser Dürpelfestes auf der Düsseldorfer Straße.

#### Immobilien- und Standortgemeinschaft (ISG)
Im Jahr 2013 gründeten Ohligser Immobilieneigentümer und Gewerbetreibende, die alle ein Haus oder ein Geschäft auf der Düsseldorfer Straße besitzen, die Immobilien- und Standortgemeinschaft (ISG). 74 Grundstücke in Ohligs-Mitte zählen zum Gebiet der ISG. Die Immobilienbesitzer zahlen jährlich Abgaben an die Stadt Solingen, diese Gebühren werden dann zusammen mit öffentlichen Mitteln aus einem EU-Förderprogramm für die Weiterentwicklung der Düsseldorfer Straße verwendet.
Ziel der ISG ist es, die Düsseldorfer Straße als größte Shoppingmeile in Solingen zu optimieren und die Aufenthaltsqualität zu steigern. Seit dem Jahr 2018 wurde ein Sofortprogramm für mehr Sauberkeit und bessere Öffentlichkeitsarbeit umgesetzt, u. a. wurden Geschäftseingänge auf der Düsseldorfer Straße barrierefrei umgestaltet, die Beleuchtung auf der Düsseldorfer Straße besteht zu 100 % aus LED-Leuchten.

### Projekte der Stadtteilentwicklung

#### Neue Gastromeile Lennestraße (2025)
Die Lennestraße (nähe Ohligser Marktplatz) soll bis 2025 zu einer verkehrsberuhigten Straße umgebaut werden. Durch Ansiedlungen von Restaurants, Cafés und Kneipen an der Lennestraße möchte die Stadtteilentwicklung eine neue Gastromeile in Ohligs-Mitte etablieren. Auf der Gastromeile Lennestraße wurde der Busverkehr stark reduziert. Der Doppelkreisel wurde zurückgebaut. Die neue Freifläche wurde begrünt, um mehr Platz für Außengastronomie zu ermöglichen. Um das Innenstadtklima zu verbessern, soll die Lennestraße so weit wie möglich mit bewegbaren Bäumen und Sträuchern bepflanzt werden. Die zukünftige Gastromeile soll mehr Gäste nach Ohligs-Mitte locken und die Aufenthaltsqualität steigern.

#### Neues Hotel am Hauptbahnhof (2027)
Auf der Rückseite des Solinger Hauptbahnhofes soll bis 2027 ein 6000 m² großes Hotel für den Stadtteil Ohligs gebaut werden. Holiday Inn Express als Hotelbetreiber wird das Haus im mittleren Preissegment als 3-Sterne-Hotel führen. Das neue Hotel, welches über 150 Zimmer haben wird, soll für rund 20.000.000 € entstehen. Hinzu kommen Kosten für den Bau eines Hotel-Vorplatzes durch die Stadt Solingen. Im Erdgeschoss ist eine 400 m² große Gastronomie mit Außenplätzen vorgesehen, die man auch als Nicht-Hotelgast nutzen kann. Der Neubau verläuft in V-Form von der unteren Steinstraße/Ecke Sauerbreystraße und umfasst somit die Rückseite des Solinger Hauptbahnhofes. Das Hotel soll über fünf Stockwerke und 54 Pkw-Stellplätze verfügen. Gebaut wird das Drei-Sterne-Hotel von der Projektentwicklungsgesellschaft Hotel Solingen GmbH. Die Besonderheit: Durch den Hotelneubau gibt es in Zukunft einen direkten Zugang zur Rückseite des Solinger Hauptbahnhofs von der Steinstraße aus. Das Hotel richtet sich vor allem an Messegäste für Köln und Düsseldorf.

#### Neubauviertel Hansa-Quartier (2030)
Ein Neubaugebiet von rund 10.000 m² soll bis zum Jahr 2030 entlang der Hansastraße (nähe Solinger Hauptbahnhof) entstehen und den Namen Hansa-Quartier bekommen.

### Ohligs Aktuell
Die älteste bis heute existierende Ohligser Zeitung ist die Monatszeitung Ohligs Aktuell. Diese Stadtteilzeitung erscheint als Lokalausgabe des Solinger Tageblatts immer am dritten Samstag im Monat. In einer Auflage von über 20.000 Exemplaren wird die Zeitung in Ohligs und den angrenzenden Stadtteilen verteilt. Seit 1982 wird das Geschehen in Ohligs intensiv redaktionell betreut. Die Verteilung erfolgt kostenlos an fast alle Haushalte im Verbreitungsgebiet.

### Öffentliche Einrichtungen

#### Bürgerbüro
An der Grünstraße 2 befindet sich ein Bürgerbüro der Stadt Solingen. In diesem Bürgerbüro kann man Personalausweise, Reisepässe, Führungszeugnisse, Melde- und Aufenthaltsbescheinigungen sowie Kfz-Zulassungen beantragen.

#### Feuerwehr

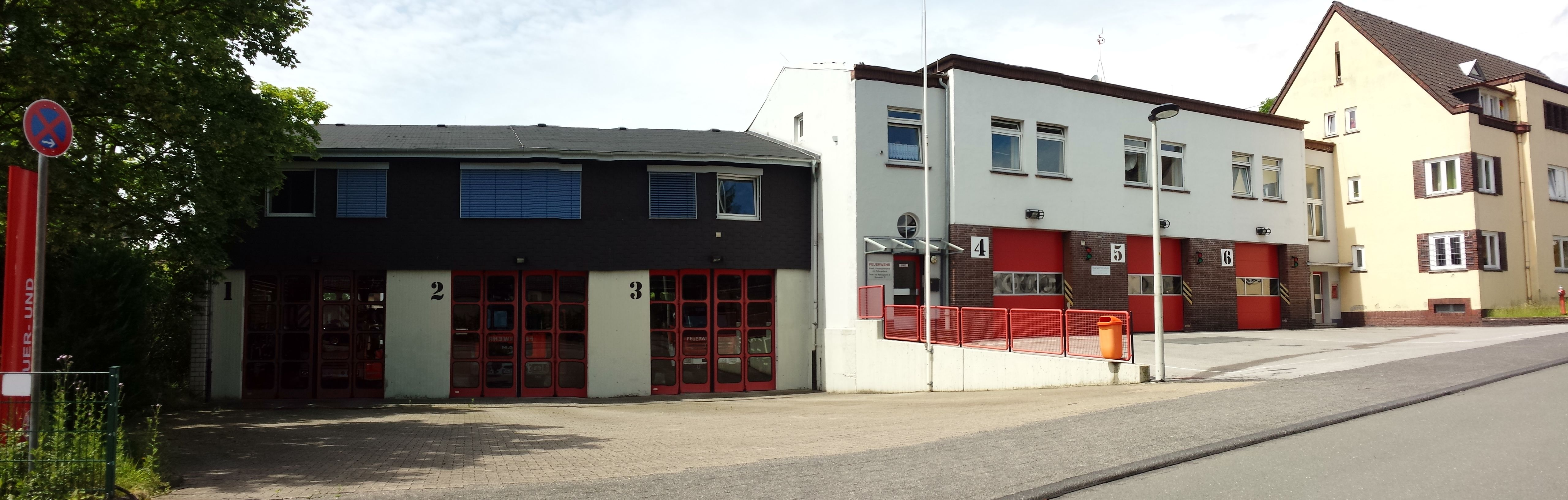
Alte Feuer- und Rettungswache 2 an der Brunnenstraße in Ohligs

An der Brunnenstraße im Ohligser Oberland ist die Feuer- und Rettungswache 2. Dort befinden sich die Buchbinderei, die Schuhmacherei und die Schlosserei. Die Wachstärke beträgt zehn Funktionsstellen, davon acht im Brandschutz und zwei im Rettungsdienst. Bis zum Jahr 2024 soll am Standort Brunnenstraße eine neue Feuer- und Rettungswache entstehen. Der Neubau der Feuer- und Rettungswache 2 wird nach aktuellen (2020) Planungen der Stadt Solingen rund 11,7 Millionen € kosten.
Nach dem Zusammenschluss der Freiwilligen Feuerwehren von Merscheid und Ohligs, befindet sich an der Hildener Straße 43a im Ohligser Unterland die Löscheinheit 1 der Freiwilligen Feuerwehr. Die Freiwillige Feuerwehr in Ohligs hat rund 40 Mitglieder.

### Verkehr

#### Straßenverkehr

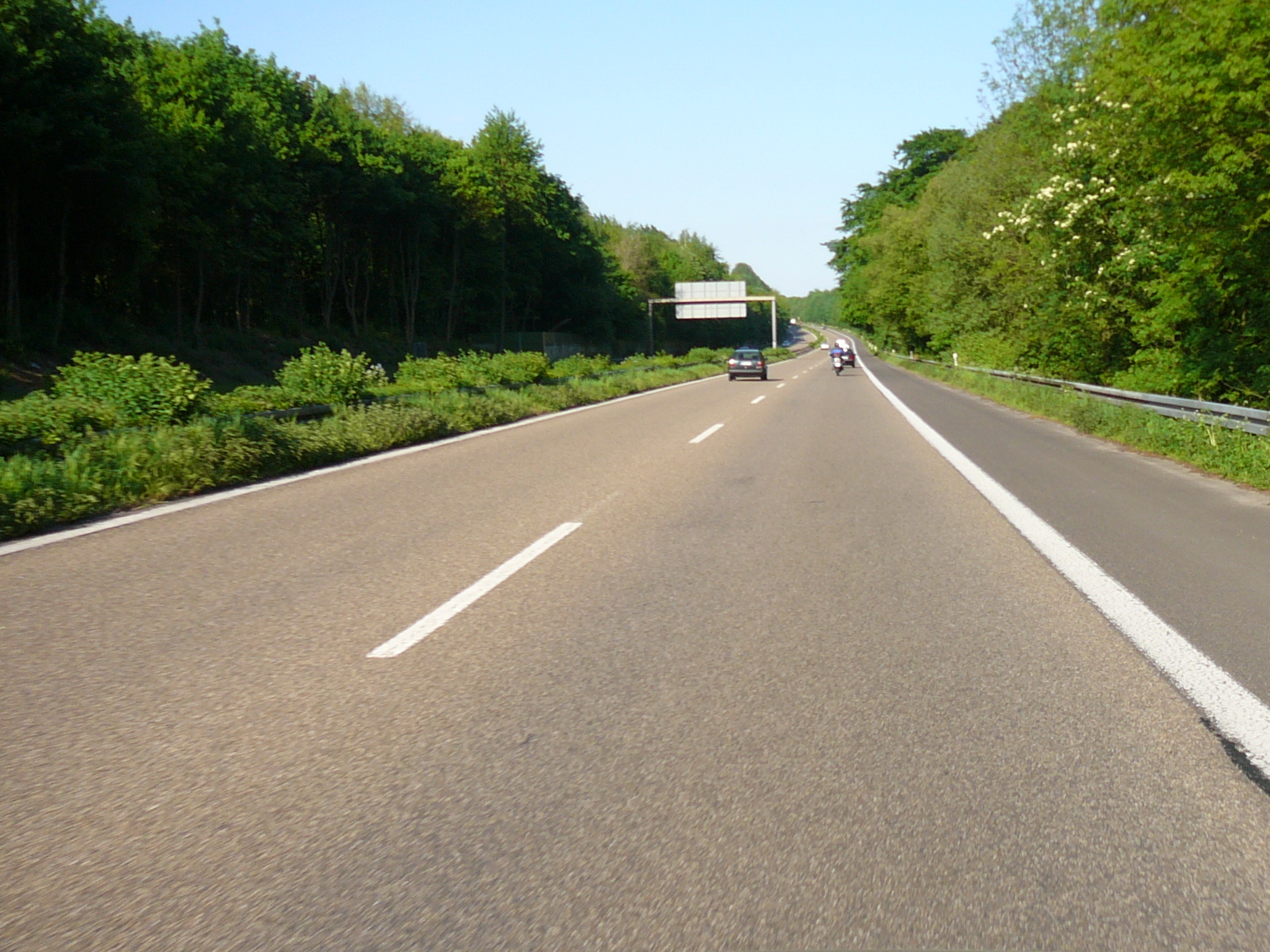
Die Stadtautobahn Viehbachtalstraße verbindet Solingen-Mitte mit dem Ohligser Unterland

Die Stadtautobahn Viehbachtalstraße, ursprünglich als Teilstück der nicht realisierten Bundesautobahn 54 vorgesehen, verläuft von Solingen-Mitte bis zur Bonner Straße im Ohligser Unterland. Die Viehbachtalstraße besitzt keinen direkten Anschluss an das regionale Fernstraßennetz und wurde auf Solinger Stadtgebiet nur als vierspurige Stadtautobahn L 141n realisiert. Seit den 1970er-Jahren streiten Solinger Kommunalpolitiker darüber, ob es Sinn macht, die Lücke zwischen der Viehbachtalstraße und dem Autobahnkreuz Langenfeld an der A 3 zu schließen, um auf diese Weise den Anschluss der Klingenstadt an das deutschlandweite sowie europäische Fernstraßennetz zu verbessern. Eine direkte Autobahnauffahrt bzw. Autobahnabfahrt ist in der Solinger Kommunalpolitik nicht mehrheitsfähig und ein Anschluss der L 141n an die A3 nicht mehr Teil des Bundesverkehrswegeplans.
Die nächste Autobahnanschlussstelle Solingen befindet sich wenige Kilometer südlich von Ohligs auf dem Gebiet der Stadt Langenfeld an der Stadtteilgrenze zu Solingen-Aufderhöhe. Seit dem Jahre 1936 ist Solingen (indirekt) mit dieser Anschlussstelle an das Fernstraßennetz angebunden. Das Hildener Kreuz liegt mit der Anschlussstelle Hilden ca. acht Kilometer nordwestlich entfernt.

#### Schienenverkehr

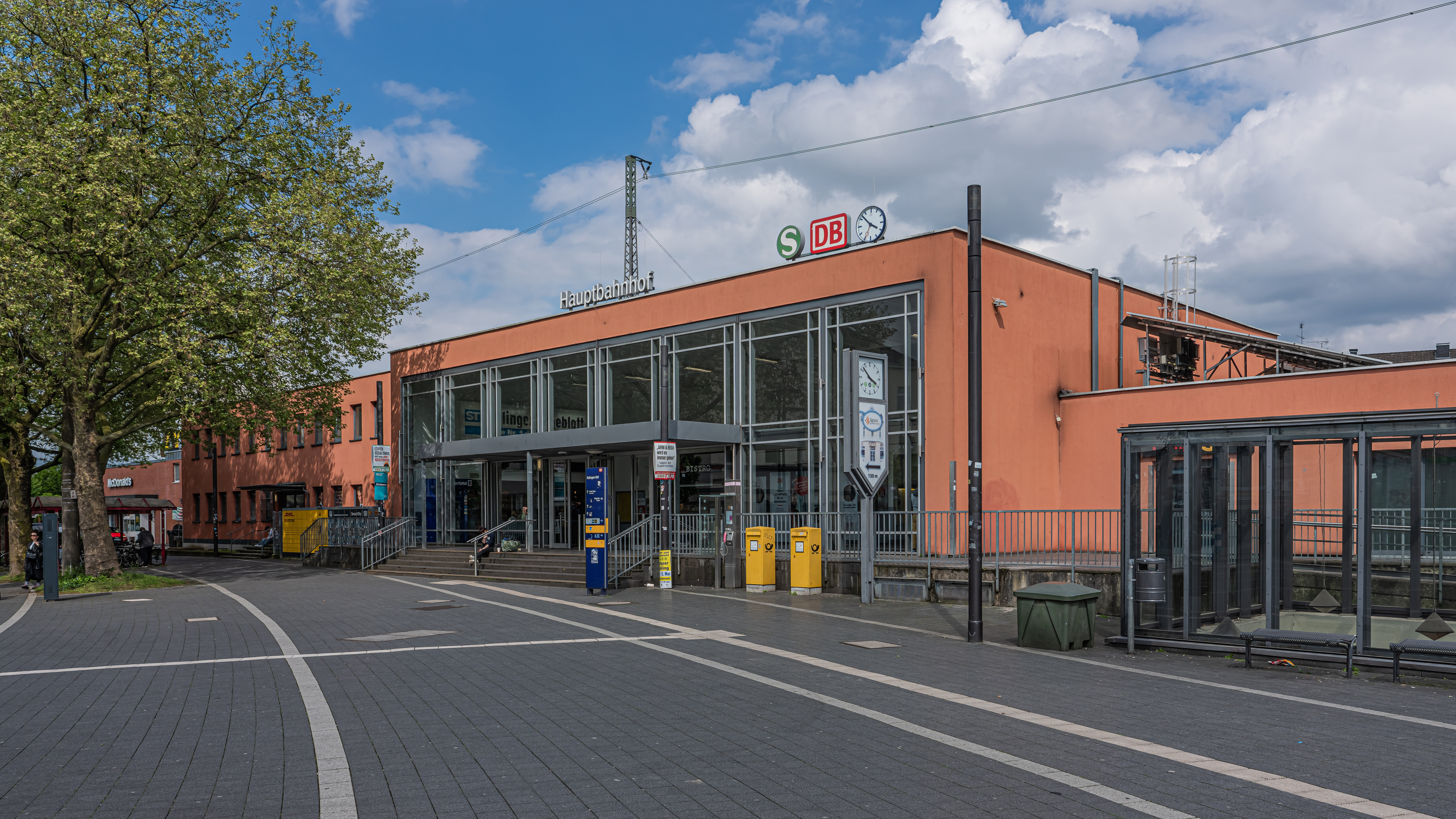
Solingen Hauptbahnhof

In Ohligs befindet sich der größte und wichtigste Bahnhof Solingens, der Solinger Hauptbahnhof. Von Ohligs aus ist:
- der Kölner Hauptbahnhof in ca. 25 Minuten,
- der Düsseldorfer Hauptbahnhof in ca. 22 Minuten,
- der Remscheider Hauptbahnhof in ca. 23 Minuten,
- der Wuppertaler Hauptbahnhof in ca. 14 Minuten zu erreichen.

Der Hauptbahnhof ist der einzige Bahnhof in Solingen, der an das Fernbahnnetz der Deutschen Bahn AG angeschlossen ist. Mit Intercity-Express-, Intercity-, Regional-Express-, Regionalbahn- und S-Bahnen sind alle wichtigen Zuggattungen vorhanden. Zu erreichen ist der Solinger Hauptbahnhof auf der Vorderseite über den Bahnhofsvorplatz, der direkt an die obere Düsseldorfer Straße angrenzt. Der Hauptbahnhof, der täglich von über 10.000 Fahrgästen genutzt wird, ist damit der meistfrequentierte Verkehrsknotenpunkt in Solingen.

#### Busverkehr
In Ohligs befindet sich, mit dem Busbahnhof am Hauptbahnhof, einer der zentralen Knotenpunkte im Solinger Liniennetz. Mehrere Buslinien und zwei O-Buslinien (Ringlinien 681 und 682) verbinden Ohligs mit fast allen Solinger Stadtteilen. Auch die Städte Haan, Hilden, Leichlingen, Langenfeld, Monheim am Rhein und Düsseldorf sind mit Bussen der Stadtwerke Solingen sowie der Düsseldorfer Rheinbahn und den Bahnen der Stadt Monheim vom Ohligser Busbahnhof aus zu erreichen.

### Bildung
In Ohligs gibt es seit 2019 den außerschulischen Lernort Galileum, das bisher einzige Planetarium, das in einem stillgelegten Kugelgasbehälter als eine Art Leuchtturm-Projekt für die Allgemeinbildung in Solingen errichtet wurde. Als Schulen:

#### Grundschulen
Mit den Grundschulen Bogenstraße und Südstraße hat Ohligs zwei Schulen der Primarstufe.

#### Geschwister-Scholl-Gesamtschule
Die Geschwister-Scholl-Gesamtschule, benannt nach den Geschwistern Scholl, ist an zwei Standorten in Aufderhöhe (Klassen 5–7/Uhlandstraße) und in Ohligs (Klassen 8–13/Querstraße) untergebracht. Sie ging aus dem gleichnamigen Gymnasium hervor, welches nach dem Schuljahr 1989/90 aufgelöst wurde. Ursprünglich war die Schule als „Lyzeum Ohligs“ gegründet worden. Die Gesamtschule ist heute die größte Schule in Ohligs und hat ca. 1300 Schüler. Im Schuljahr 2009/10 nahm „die Scholle“ den Ganztagsbetrieb auf und bietet als einzige weiterführende Schule in Solingen Italienisch als dritte Fremdsprache ab Klasse 8 an. Die Scholle bereitet die Schüler auf anerkannte Sprachzertifikate in Englisch, Französisch und Italienisch, z. B. der Universität Cambridge, vor. Außerdem bietet sie Kurse in Wirtschaftsenglisch an. Regelmäßige Studienfahrten nach England, Italien, Frankreich und Belgien sind wesentlicher Bestandteil der individuellen Sprachförderung. Mathematisch-naturwissenschaftlich begabte Schüler werden durch Bildungsangebote, z. B. die Teilnahme an Jugend forscht oder an der Mathe-Olympiade, den Erwerb des Europäischen Computerführerscheins ECDL sowie eine Kooperation mit der Sternwarte Galileum Solingen zusätzlich gefördert.

#### Humboldtgymnasium

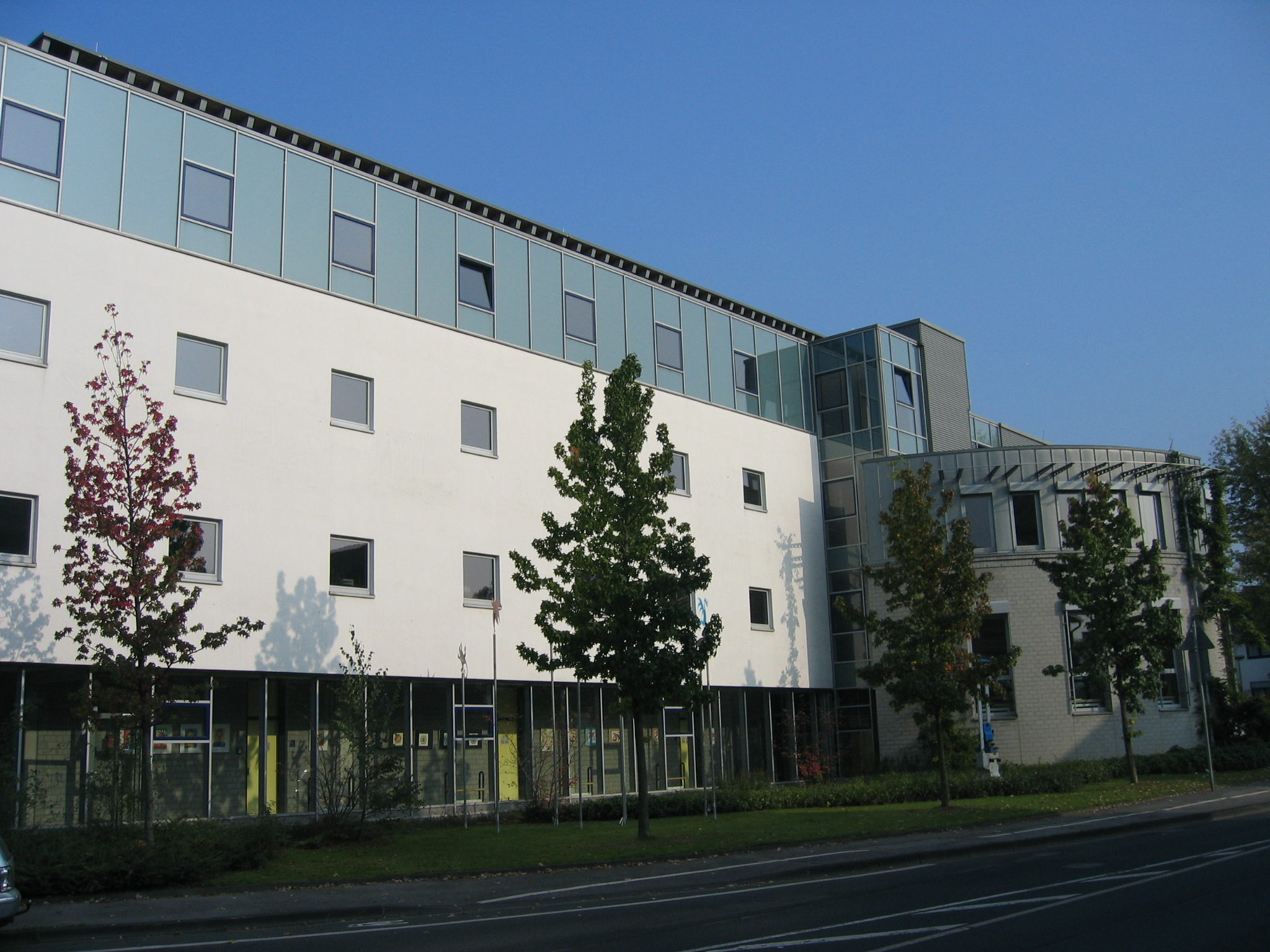
Humboldtgymnasium an der Humboldtstraße

Das Humboldtgymnasium (Klassen 5–13), benannt nach den Brüdern Alexander und Wilhelm von Humboldt, besteht seit 1903 und liegt in Solingen-Wald direkt an der Stadtteilgrenze zu Ohligs. Das Gymnasium hat ca. 900 Schüler und 80 Lehrer. Das Schulgebäude wurde 1978 modernisiert und 2002 um einen Neubau erweitert. Als Fremdsprachen werden neben Englisch auch Französisch, Spanisch und Latein angeboten. Zudem verfügt das Humboldt über eine eigene separate Sporthalle an der Nietzschestraße.
Das Gymnasium nimmt regelmäßig an Schülerwettbewerben teil. So sind die Schüler häufig in den Bereichen Mathematik-Olympiade, Känguru-Wettbewerb, Jugend forscht, Jugend musiziert, Planspiel Börse und dem Deutschen Gründerpreis für Schüler erfolgreich. Außerdem können die Schüler seit dem Schuljahr 2013/14 auch an der Junior-Wahl teilnehmen. Bei den landesweiten Vergleichsarbeiten in den Jahrgangsstufen 8 schnitt das Humboldt als eines der drei besten Gymnasien in ganz Nordrhein-Westfalen ab.

## Persönlichkeiten

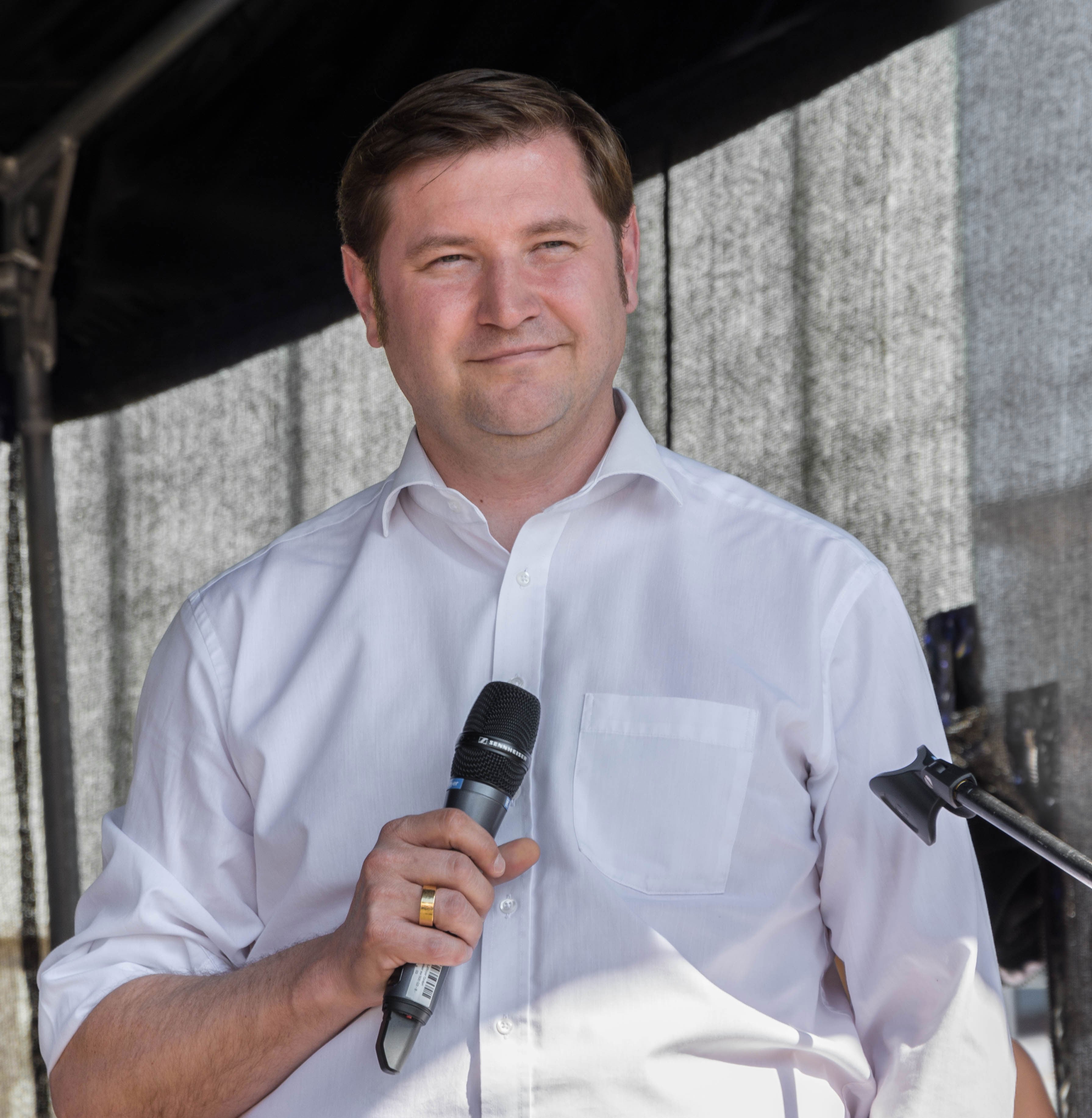
Tim Kurzbach, seit 2015 Oberbürgermeister von Solingen (* 27. April 1978 in Ohligs)

Einziger Ehrenbürger der Stadt Ohligs wurde der langjährige Stadtverordnete Otto Nippes (1842–1922), der sich auch als ehrenamtlicher Beigeordneter um Ohligs verdient gemacht hat. Nach ihm wurde die Nippesstraße im Ohligser Ortskern benannt. Der heutige Oberbürgermeister von Solingen, Tim Kurzbach, ist ein gebürtiger Ohligser.